# 1994
1994 (MCMXCIV) a fost un an obișnuit al calendarului gregorian, care a început într-o zi de sâmbătă. A fost desemnat:
- Anul Internațional al Familiei.
- Anul Internațional al Sportului și Idealului Olimpic, de către Națiunile Unite.

## Evenimente

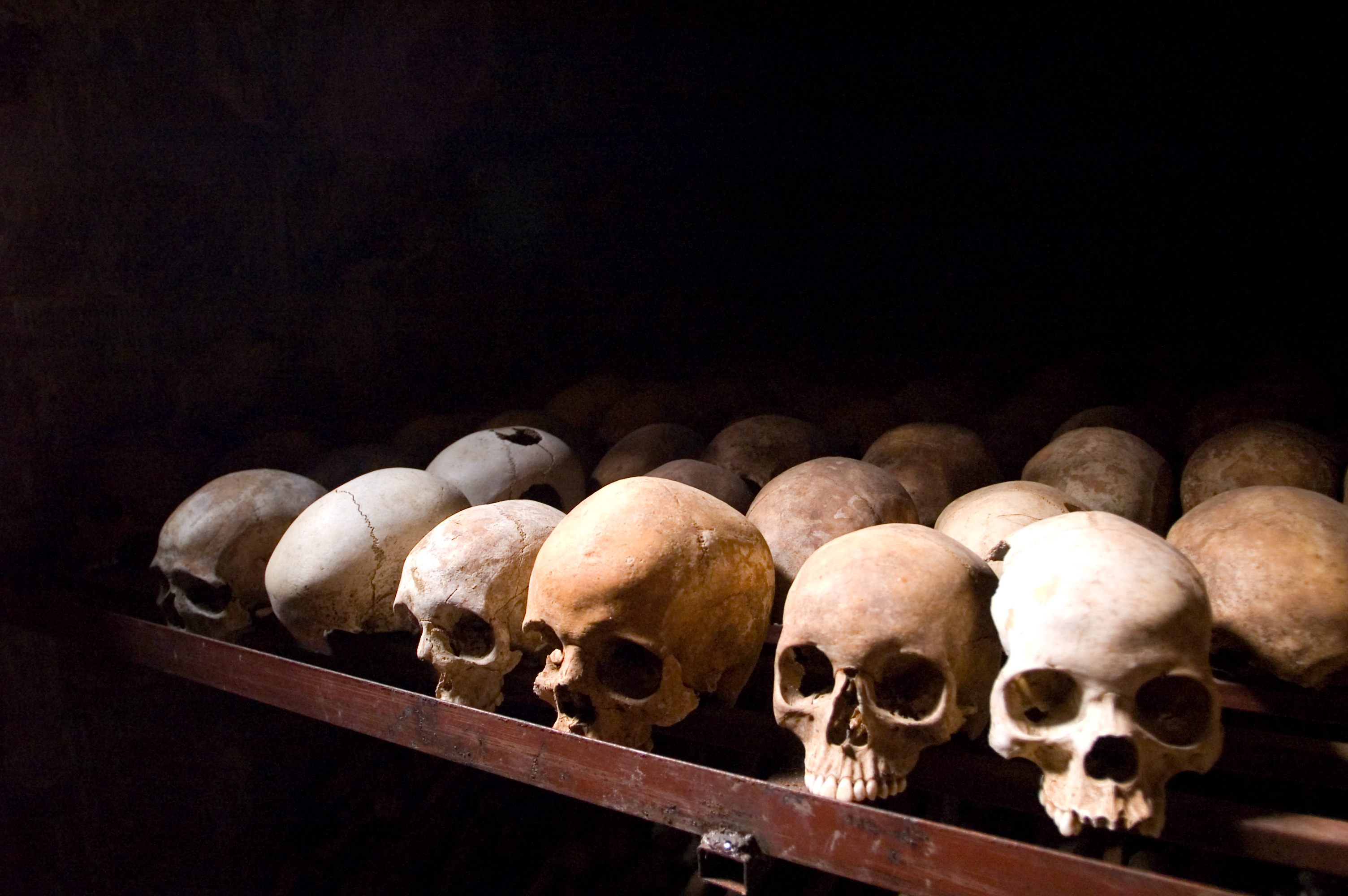
Victime ale genocidului din Rwanda.

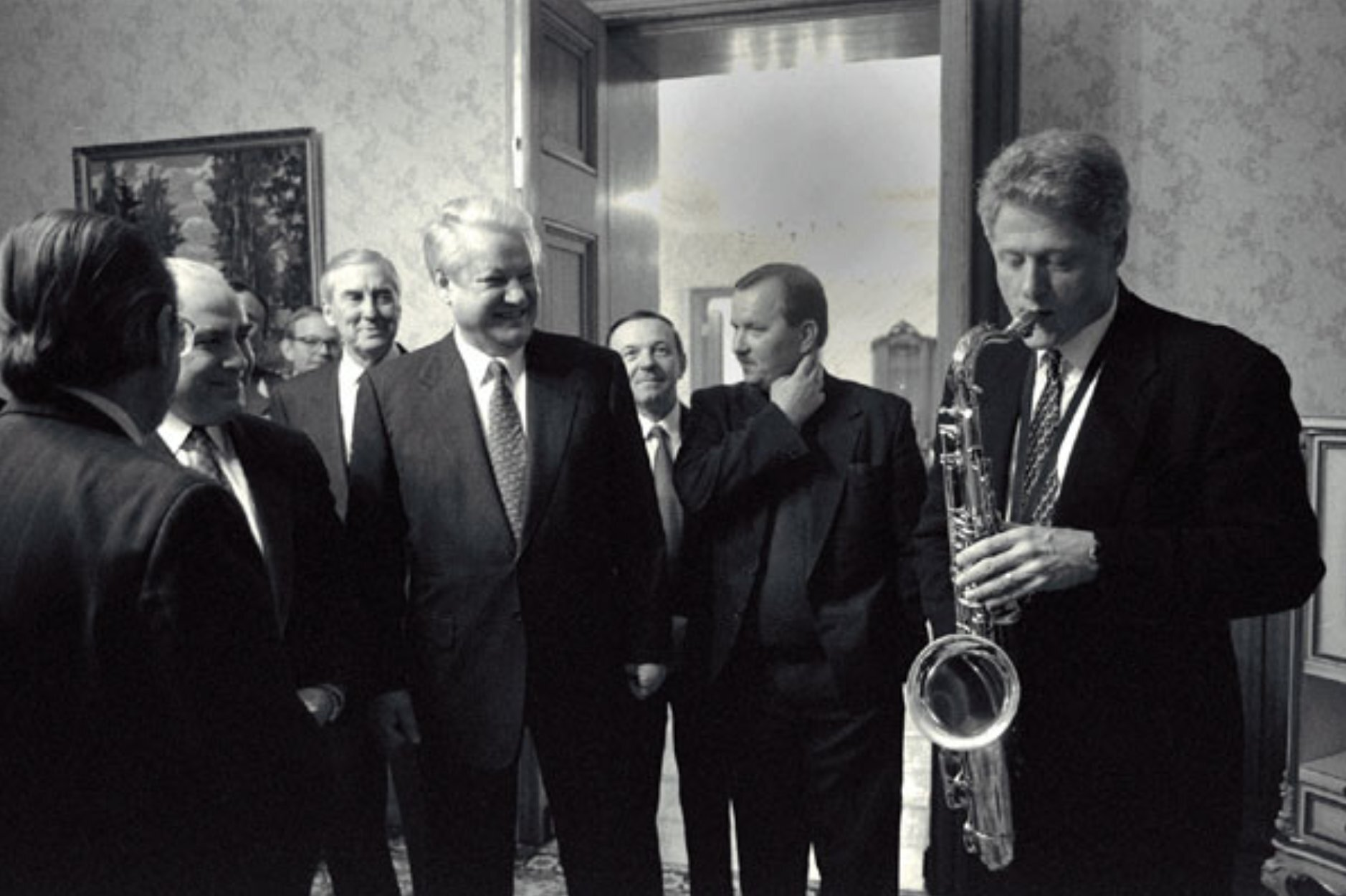
Bill Clinton și Boris Elțîn la 13 ianuarie.

### Ianuarie
- 17 ianuarie: Un cutremur cu o magnitudine de 6,7 grade pe scara Richter are loc în San Fernando Valley, din Los Angeles, omorând 61 de oameni și lăsând fără locuințe 26.029 de persoane.
- 26 ianuarie: Este semnat, la Bruxelles, de către ministrul român de Externe, Teodor Meleșcanu, Documentul–cadru privind participarea României la Parteneriatul pentru pace, propus de NATO.

### Februarie
- 2 februarie: PUNR intră la guvernare alături de PDSR.
- 5 februarie:  Are loc masacrul din piața orașului Sarajevo. Este cea mai sângeroasă zi a asediului care dura de doi ani. 68 de civili își pierd viața și peste 200 sunt răniți în urma bombardamentului sârbilor bosniaci. La cererea Națiunilor Unite, NATO este gata să intervină pentru prima dată în cei 45 de ani.
- 12 februarie: Ceremonia de deschidere a Jocurilor Olimpice de iarnă de la Lillehammer, Norvegia.
- 14 februarie: Cu ocazia vizitei oficiale la București a președintelui croat, Franjo Tudjman, este semnat „Tratatul de prietenie și colaborare româno-croat”.
- 25 februarie: Masacrul din Hebron. În timp ce 500 de palestinieni se rugau la Mormântul Patriarhilor din Hebron, un colonist israelian cu vederi extremiste, Baruh Goldstein, deschide focul ucigând 29 de musulmani.
- 28 februarie: Grevă generală în România în semn de protest contra eșecului reformelor economice.

### Martie
- 6 martie: Referendum în Republica Moldova numit La sfat cu poporul privind posibila unificare cu România; 95% dintre votanților răspund „da” pentru independența Republicii Moldova.
- 6 martie: PUNR iese de la guvernare, PDSR formează guvern monocolor.
- 12 martie: Biserica anglicană acceptă și femeile ca preot, pentru prima dată în ultimii 460 de ani.
- 25 martie: Președintele Ion Iliescu grațiază membrii supleanți ai fostului C.P.Ex. al PCR: Ștefan Andrei, Silviu Curticeanu, Suzana Gâdea, Mihai Gere, Ana Mureșan, Ioan Torna, Ion Stoian.

### Aprilie
- 5 aprilie: Vizita la București a președintelui Serbiei, Slobodan Miloșevici.
- 6 aprilie: Președintele Rwandei, Juvénal Habyarimana, și președintele statului Burundi, Cyprien Ntaryamira, ambii de etnie hutu, își pierd viața într-un accident aviatic, avionul lor fiind doborât de două rachete în momentul în care se pregătea să aterizeze la Kigali. Este pretextul începutului genocidului rwandez.
- 7 aprilie: Extremiștii hutu din Rwanda încep să militeze pentru politica lor, ucigând, în decurs de o sută de zile, peste 800.000 de opozanți.
- 8 aprilie: Kurt Cobain, liderul formației Nirvana, este găsit decedat la Seattle, Washington.
- 16 aprilie: Finlandezii votează prin referendum aderarea la Uniunea Europeană.
- 21 aprilie: Liderul OEP, Yasser Arafat, se întâlnește la București cu ministrul de Externe al Israelului, Shimon Peres, discuții la care participă și președintele Ion Iliescu.
- 27 aprilie: Au loc primele alegeri multirasiale din Africa de Sud.

### Mai

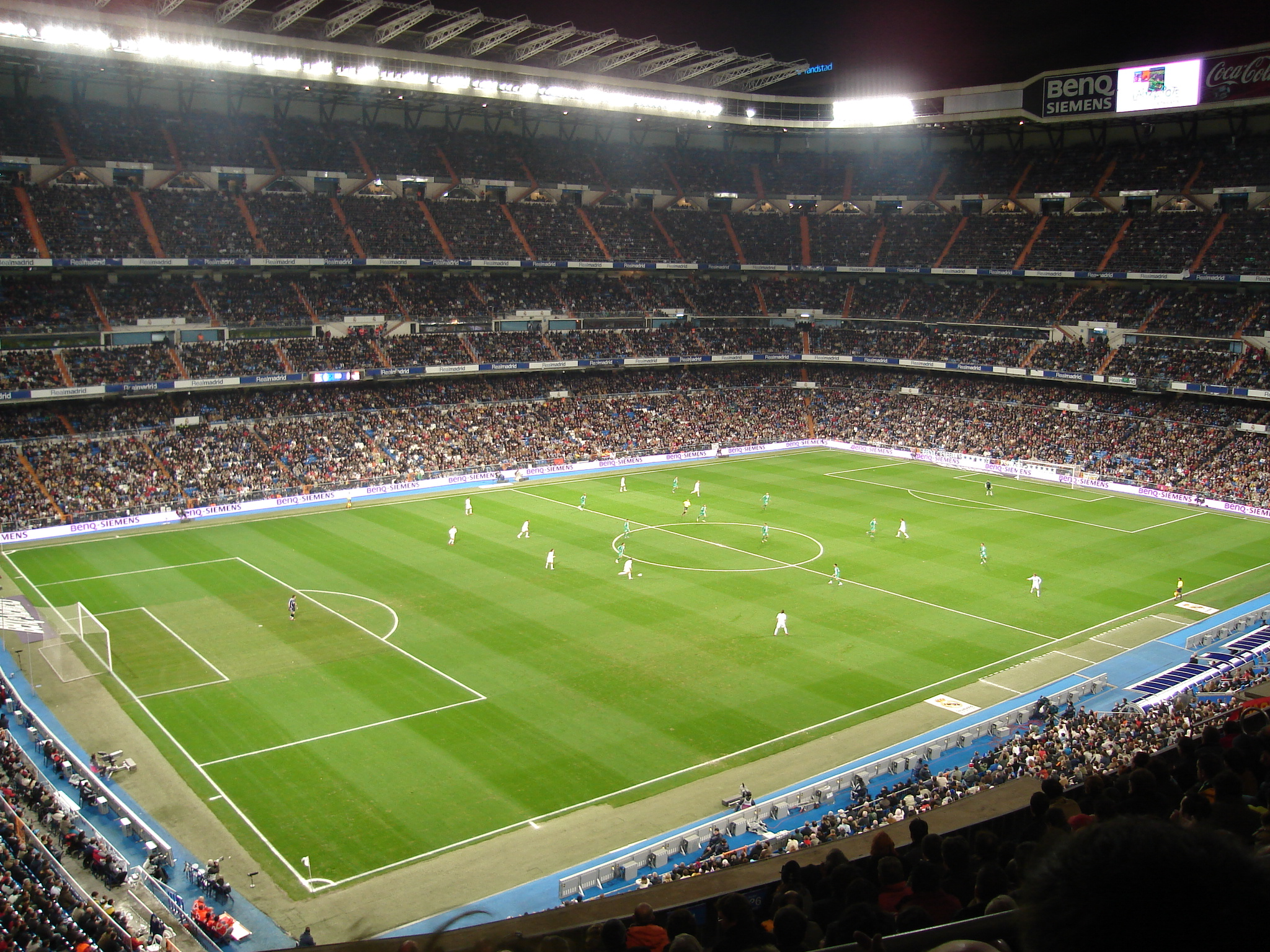
7 mai: Este terminată reconstrucția stadionului Santiago Bernabéu din Madrid.

- 6 mai: Este inaugurat tunelul care leagă Franța de Marea Britanie.
- 7 mai: Este terminată reconstrucția Stadionului Santiago Bernabéu din Madrid.
- 10 mai: Nelson Mandela devine primul președinte de culoare al Africii de Sud.
- 11 mai: România semnează protocolul la Convenția Europeană a Drepturilor Omului și Libertăților Fundamentale considerat document cheie al Convenției, și care prevede, printre altele, dreptul cetățenilor de a se adresa Curții Drepturilor Omului.
- 14 mai: Este inaugurat Hotelul Sofitel din complexul World Trade Center din București.
- 18 mai: Jocul piramidal Caritas se prăbușeste. Patronul Caritasului, Ioan Stoica, anunță închiderea circuitului.

### Iulie
- 15-21 iulie: Planeta Jupiter este lovită de 21 de fragmente mari din cometa Shoemaker-Levy 9, într-un interval de 6 zile.
- 17 iulie: Naționala Braziliei învinge naționala Italiei la fotbal, cu scorul de 3-2 și câștigă FIFA '94.
- 21 iulie: Parlamentul Republicii Moldova adoptă prin vot (81 pentru, 19 împotrivă) articolul 13 din Constituție, conform căruia limba oficială a țării este limba moldovenească.[1]
- 22 iulie: Guvernul Văcăroiu prezintă programul de privatizare în masă prin care acordă fiecărui cetățean cupoane în valoare de un milion de lei, adică circa 500 de dolari. Este a doua etapă a privatizării după distribuirea cerificatelor de proprietate. Din 18 milioane de români care au primit cerificate și cupoane, 6 milioane mai au acțiuni și în prezent. Acțiunea este numită de presă „Cuponiada”.

### August
- 1 august: Minerii din Târgul-Jiu declanșează grevă generală și cer aceleași revendicări ca ale minerilor din Gorj: prima treaptă de salarizare să fie de peste 165.000 lei, să se acorde un spor de fidelitate de 15% și o primă de 100.000 lei de Ziua Minerului.[2]
- 12 august: Woodstock '94 începe la Saugerties, New York. Este aniversarea a 25 de ani de la Woodstock '69.
- 14 august: Societatea de întrajutorare Caritas din Cluj-Napoca își încetează activitatea cu o datorie de 450 de milioane de dolari către peste 300.000 de deponenți. Societatea promitea că va restitui în 3 luni de opt ori suma depusă.
- 16 august: Neînțelegerile dintre Miron Mitrea și Victor Ciorbea, cei doi lideri ai gigantului sindical C.N.S.L.R.-Frăția, duc la despărțirea publică a celor doi.
- 17 august: Guvernul României adoptă Proiectul de Lege privind modificarea și completarea Legii Privatizării (Legea 58/1991), prin întroducerea cupoanelor nominative în cadrul programului de privatizare în masă.
- 18 august: Victor Ciorbea (președintele C.N.S.L.R -Frăția) și Dumitru Costin (președinte B.N.S.) pun bazele unei alianțe sindicale - C.D.R.[2]
- 22 august: Guvernul Văcăroiu devine bicolor după primirea a doi miniștri PUNR.[2]
- 23 august: Firma Mc Donald's semnează un contract de asociere în participațiune cu SC „Unirea" SA.
- 25 august: Ioan Stoica, patronul „Caritas"-ului, este reținut la Direcția Cercetări Penale a IGP pentru audieri, sub acuzația de bancrută frauduloasă, fals și înșelăciune în dauna avutului particular.

### Septembrie
- 1 septembrie: Boris Elțîn își amână vizita în România; principaul motiv lentoarea încheierii Tratatului politic româno-rus.[3]
- 8 septembrie: Un Boeing 737, cu 132 de oameni la bord, se prăbușește în apropiere de aeroportul internațional Pittsburgh în SUA. Nu există supraviețuitori.
- 11 septembrie: Guvernul Văcăroiu consideră inoportună vizita regelui Mihai în țară.
- 14 septembrie: Tribunalul București dispune eliberarea condiționată a ultimilor deținuți, membri ai fostului C.P.Ex.: Ion Dincă și Ludovic Fazekaș, condamnați la 15 și respectiv 14 ani închisoare.[3]
- 17 septembrie: A fost lansat sistemul de operare Linux, creat de Linus Benedict Torvalds, Finlanda.
- 26 septembrie: Aflat în Statele Unite cu ocazia deschiderii sesiunii Adunării Generale a ONU, președintele Ion Iliescu are o întâlnire cu președintele Bill Clinton.

### Octombrie
- 7 octombrie: La ora 14:15, cursa Air France, având ca pasageri pe Mihai de Hohenzollern și pe soția sa, Ana, aterizează pe aeroportul Otopeni. Nu li se acordă viză de intrare și la ora 15:47 avionul decolează fără ca fostul rege să fi fost lăsat să pășească pe pământul României.
- 23 octombrie: La lucrările Congresului de constituire Confederației Sindicatelor Democratice din România (CSDR), este ales președinte Victor Ciorbea.
- 26 octombrie: Matematicianul englez, Andrew Wiles, anunță rezolvarea Marii Teoreme a lui Fermat.

### Noiembrie
- 5 noiembrie: Este publicată o scrisoare a fostului președinte american, Ronald Reagan, prin care anunță că suferă de boala Alzheimer.
- 5 noiembrie: Pugilistul american, George Foreman, în vârstă de 45 de ani, devine cel mai în vârstă campion la categoria grea a WBA (World Boxing Association), după ce îl învinge prin KO pe Michael Moorer.
- 8 noiembrie: George W. Bush este ales guvernator al statului Texas.
- 13 noiembrie: Suedia decide prin referendum să se alăture Uniunii Europene.
- 13 noiembrie: Michael Schumacher câștigă în mod controversat primul titlu mondial în Formula 1.
- 16 noiembrie: PDSR hotărăște ca Partidul Solidarității Sociale condus de liderul de sindicat Miron Mitrea să fie asimilat de partidul de guvernământ. Mitrea devine membru PDSR și i se pregătește numirea în funcția de vicepreședinte al PDSR.[4]
- 18 noiembrie: Corneliu Coposu, președintele PNȚCD revine în țară după o absență de 4 luni din motive de sănătate.
- 29 noiembrie: La Congresul Extraordinar al C.N.S.L.R.-Frăția, Miron Mitrea se retrage din funcția de președinte al confederației, lăsându-i locul lui Pavel Todoran, liderul Federației Energetice.

### Decembrie
- 9 decembrie: Sony lansează prima consolă PlayStation în Japonia.
- 9 decembrie: Președintele rus, Boris Elțîn, ordonă guvernului să ia „toate măsurile" necesare împotriva guvernului cecen, precum și în vederea dezarmării „formațiunilor înarmate". Sunt emise „Decretul nr. 2166" și "Rezoluția 1360" ale guvernului rus, prin care se declanșează intervenția rusă în Cecenia, pe 11 decembrie 1994.
- 11 decembrie: Armata Fererației Ruse atacă Cecenia.

### Nedatate
- ianuarie: A fost fondat portalul web Yahoo!, cu sediul în Sunnyvale, California, SUA.
- A intrat în vigoare Acordul Nord-American de Liber Schimb (NAFTA), pact semnat de Canada, SUA și Mexic în 17 decembrie 1992.

## Nașteri

### Ianuarie

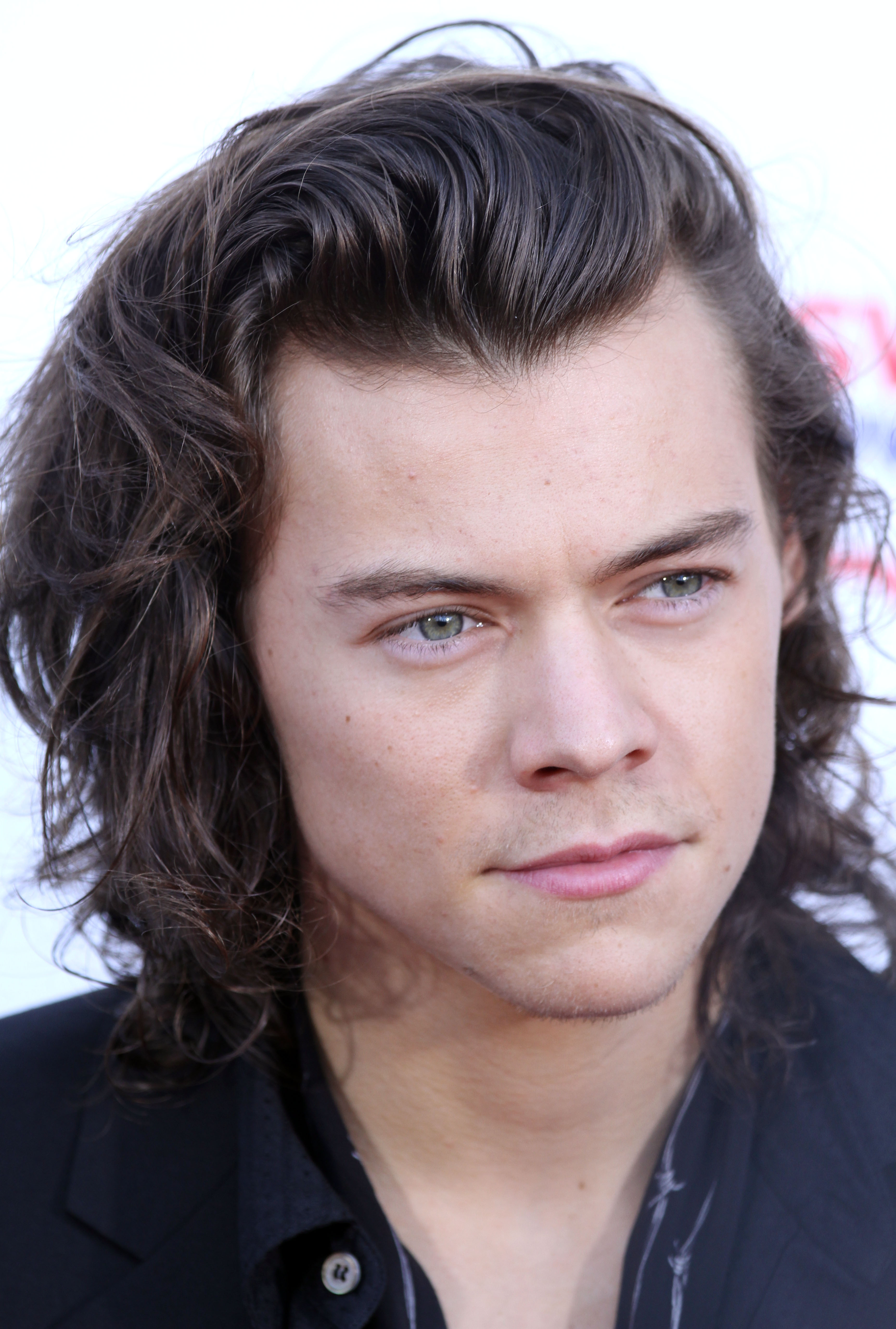
Harry Styles, cântăreț btitanic(One Direction)
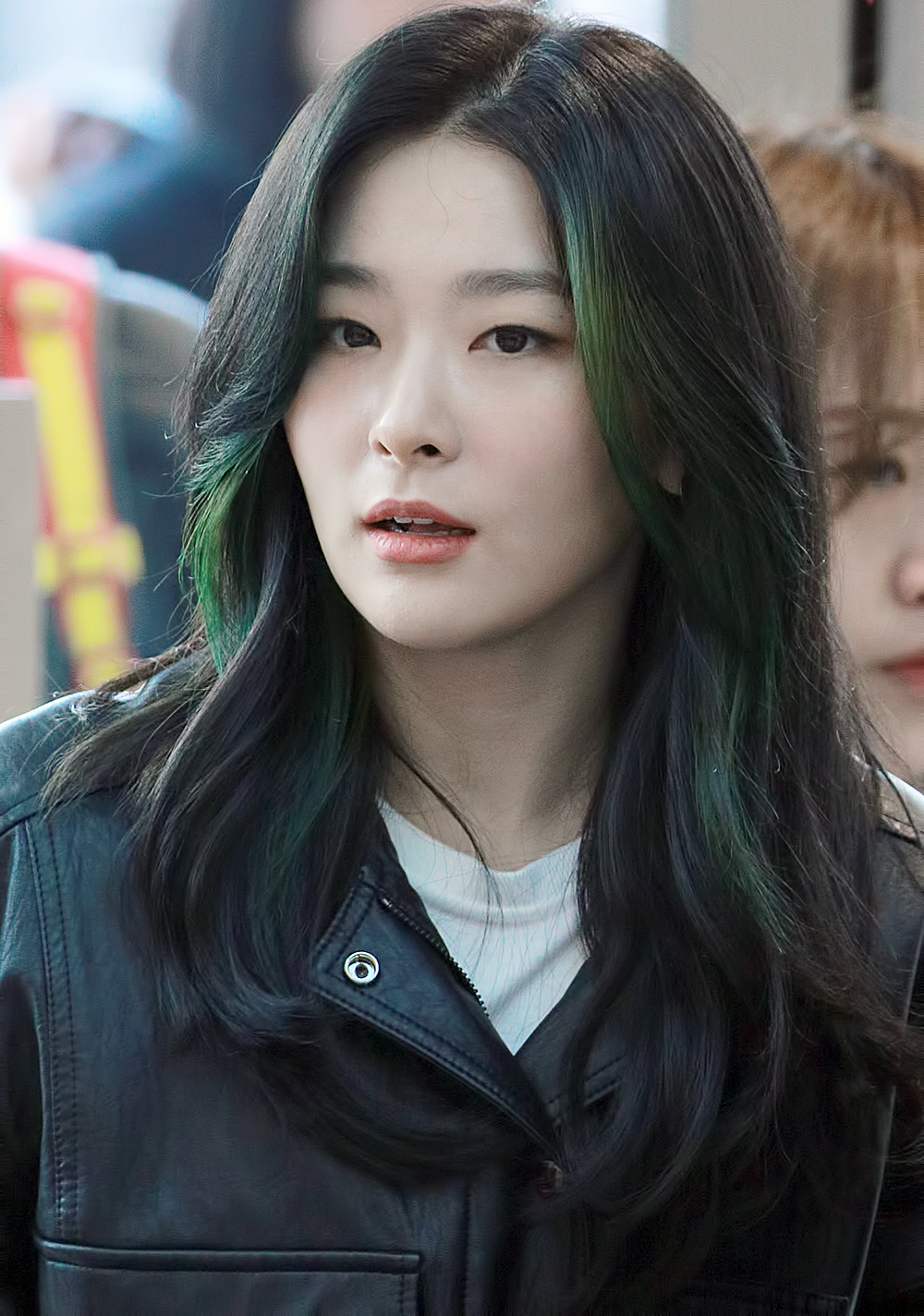
Kang Seul-gi, cântăreață sud-coreeană
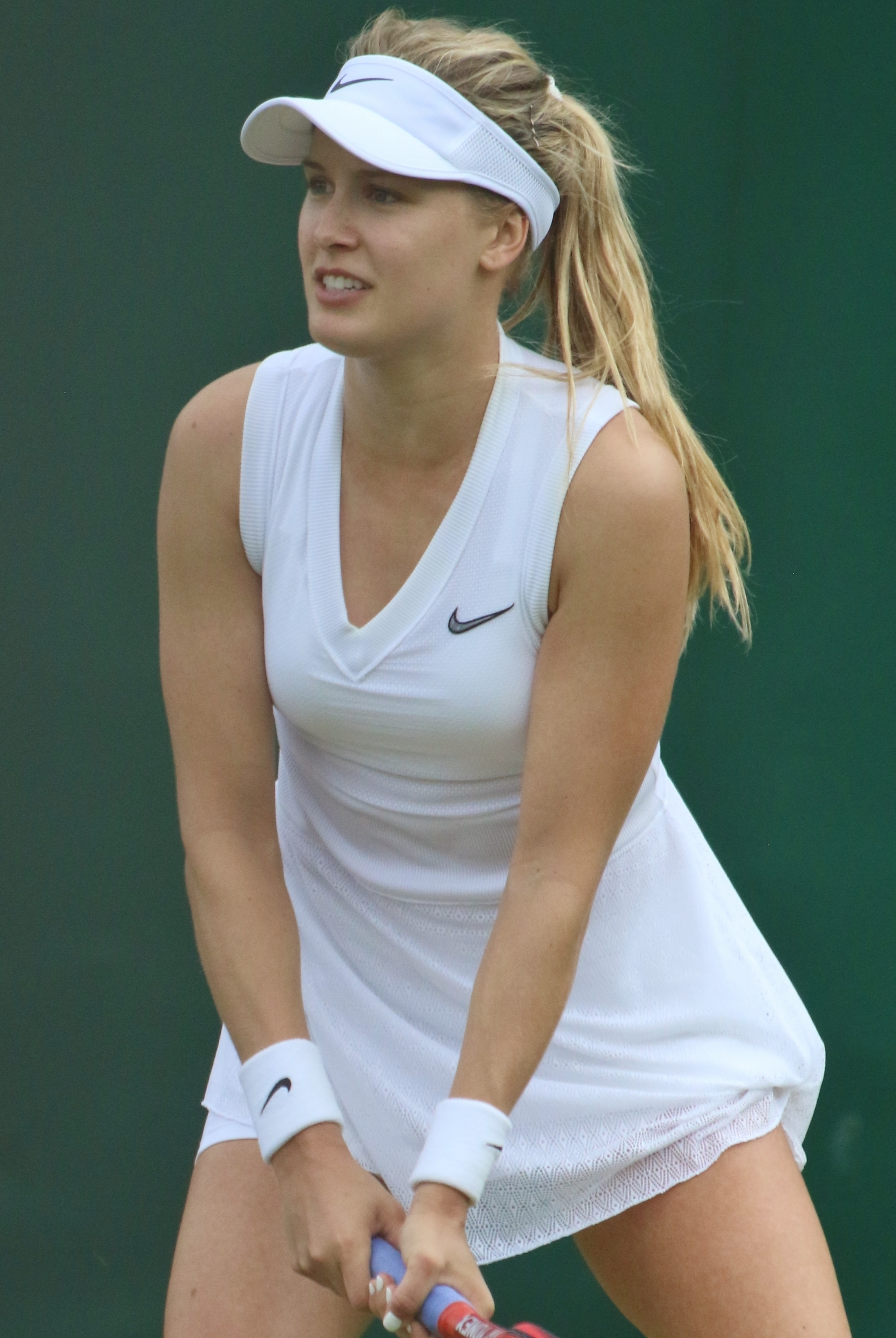
Eugenie Bouchard, jucătoare canadiană de tenis

- 1 ianuarie: Emilie Hegh Arntzen, handbalistă norvegiană
- 1 ianuarie: Lu Ning, jucător chinez de snooker
- 5 ianuarie: Claudiu Bumba (Claudiu Vasile Bumba), fotbalist român
- 6 ianuarie: Denis Suárez (Denis Suárez Fernández), fotbalist spaniol
- 8 ianuarie: Cephas Malele, fotbalist elvețian
- 10 ianuarie: Andreea Grecu, atletă română
- 11 ianuarie: Desirae Krawczyk, jucătoare de tenis americană
- 12 ianuarie: Emre Can, fotbalist german
- 14 ianuarie: Denis Kolinger, fotbalist croat
- 15 ianuarie: Eric Dier (Eric Jeremy Edgar Die), fotbalist englez
- 18 ianuarie: Fabio Rovazzi, rapper și actor italian
- 20 ianuarie: Bubu Cernea, cântăreț & actor român
- 26 ianuarie: Nicoleta Nucă, cântăreață română, născută în Republica Moldova
- 28 ianuarie: Maluma (Juan Luis Londoño Arias), cântăreț columbian

### Februarie
- 1 februarie: Harry Styles (Harry Edward Styles), cântăreț, compozitor și actor britanic
- 2 februarie: Elseid Gëzim Hysaj, fotbalist albanez
- 4 februarie: Miguel Ángel López, ciclist columbian
- 6 februarie: Claudiu Ionel Simion, fotbalist român (atacant)
- 7 februarie: Valentin Daniel Balint, fotbalist român (atacant)
- 7 februarie: Alessandro Schöpf, fotbalist austriac
- 8 februarie: Hakan Çalhanoğlu, fotbalist turc
- 9 februarie: Milan Pavkov, fotbalist sârb (atacant)
- 10 februarie: Kang Seul-gi, cântăreață sud-coreeană
- 11 februarie: Musashi Suzuki, fotbalist japonez
- 13 februarie: Memphis Depay, fotbalist neerlandez (atacant)
- 16 februarie: Matthew Knight, actor canadian de film
- 16 februarie: Ava Max (n. Amanda Ava Koci), cântăreață și compozitoare americană de etnie albaneză
- 16 februarie: Federico Bernardeschi, fotbalist italian (atacant)
- 17 februarie: Q14626025, jucătoare de tenis japoneză
- 23 februarie: Dakota Fanning (Hannah Dakota Fanning), actriță americană de film
- 23 februarie: Lucas Pouille, jucător francez de tenis
- 24 februarie: Amir Kadri Rrahmani, fotbalist albanez
- 24 februarie: Jessica Pegula, jucătoare de tenis americană
- 25 februarie: Eugenie Bouchard, jucătoare canadiană de tenis
- 27 februarie: Ovidiu Marian Popescu, fotbalist român
- 28 februarie: Arkadiusz Milik, fotbalist polonez (atacant)

### Martie

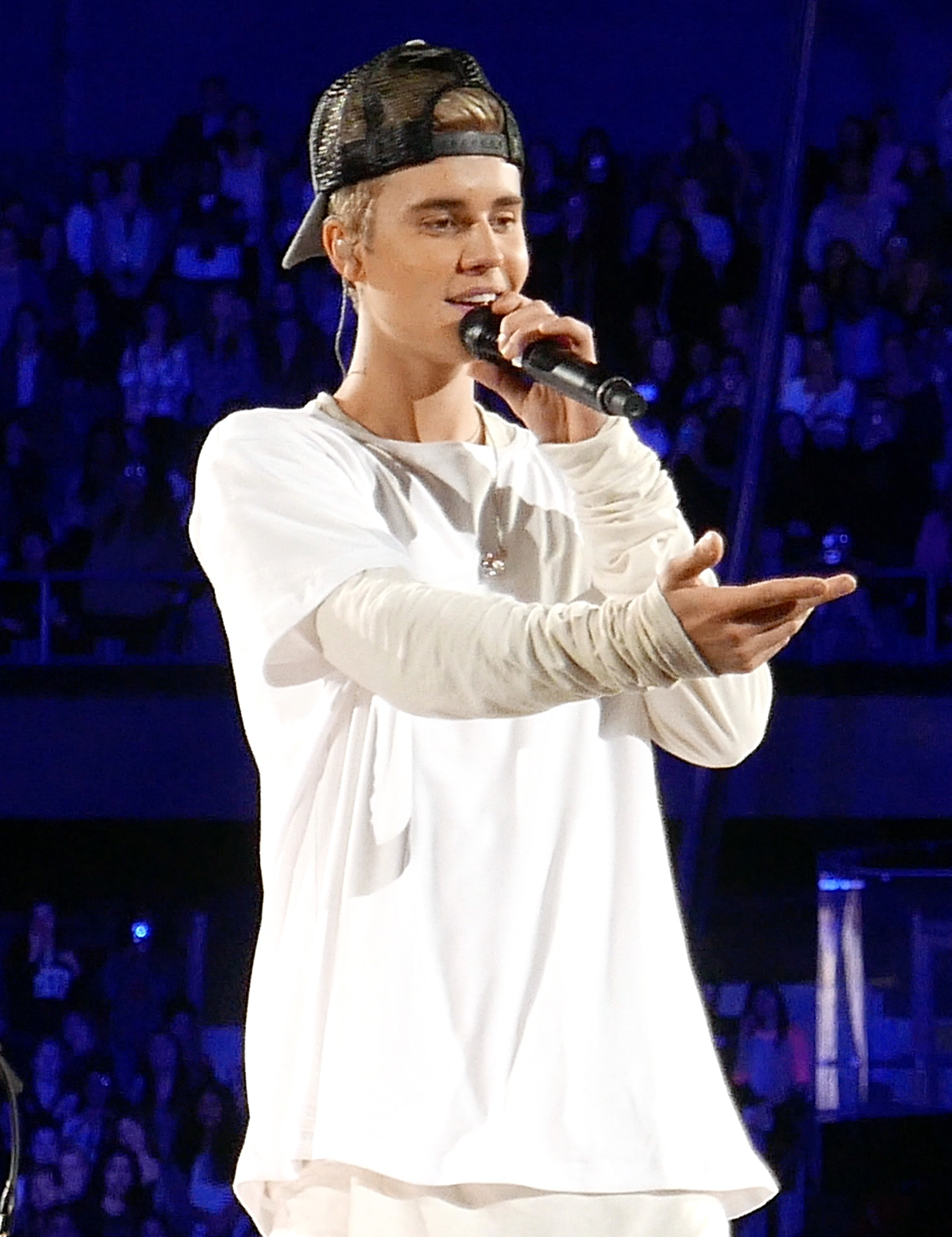
Justin Bieber, cântăreț canadian
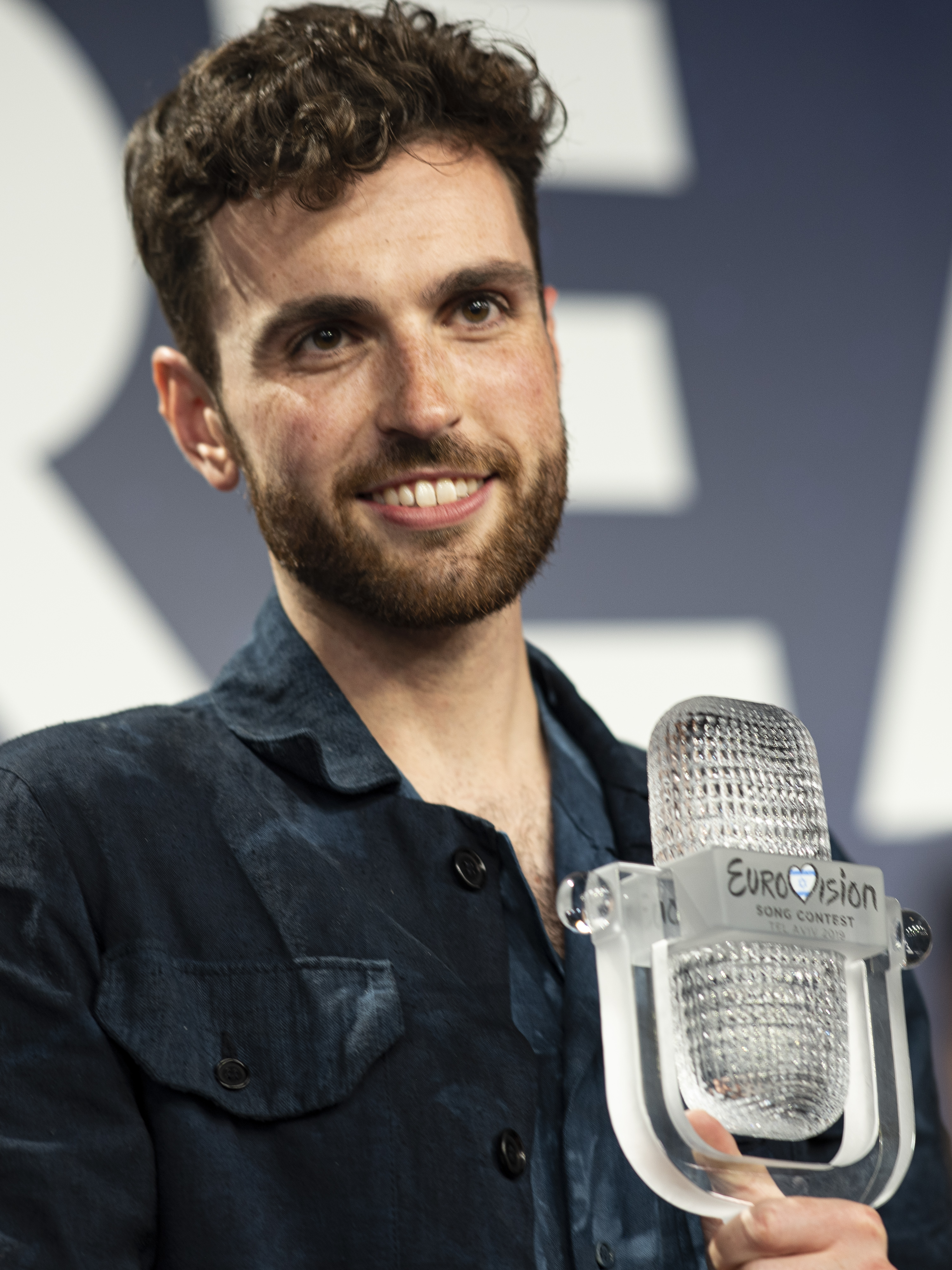
Duncan Laurence, cântăreț olandez
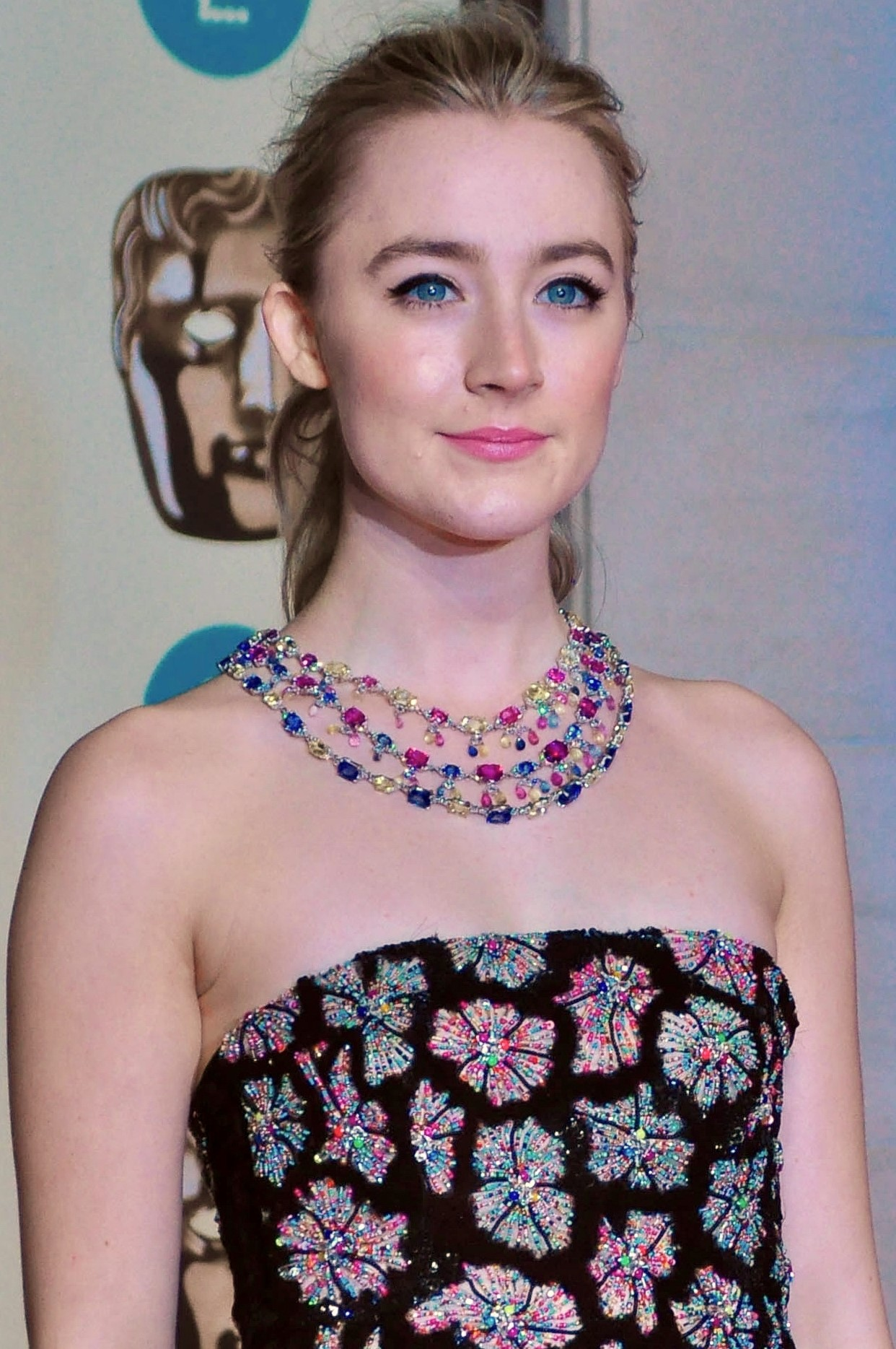
Saoirse Ronan, actriță irlandeză

- 1 martie: Justin Bieber, cântăreț și compozitor canadian de muzică pop și R&B
- 1 martie: David Babunski, fotbalist macedonean
- 5 martie: Daria Saville, jucătoare de tenis rusă
- 11 martie: Andrew Robertson, fotbalist scoțian
- 12 martie: Christina Grimmie (Christina Victoria Grimmie), cântăreață americană (d. 2016)
- 12 martie: Nans Peters, ciclist francez
- 13 martie: Gerard Deulofeu Lázaro, fotbalist spaniol
- 14 martie: Ansel Elgort, actor american
- 15 martie: Bogdan Țîru, fotbalist român
- 15 martie: Alexandru Buziuc, fotbalist
- 16 martie: Camilo, cântăreț columbian
- 17 martie: Marcel Sabitzer, fotbalist austriac (atacant)
- 20 martie: Silje Waade, handbalistă norvegiană
- 21 martie: Andrei Vaștag (Andrei Ionuț Adrian Vaștag), fotbalist român
- 22 martie: Aliaksandra Aliaksandraŭna Sasnovich, jucătoare belarusă de tenis
- 22 martie: Ha Sung-woon, cântăreț sud-coreean
- 22 martie: Aliaksandra Sasnovich, jucătoare de tenis din Belarus
- 26 martie: Vlad Nistor, rugbist român
- 26 martie: Alison Van Uytvanck, jucătoare de tenis belgiană
- 29 martie: Sulli (Choi Jin-ri), cântăreață, model și actriță sud-coreeană (d. 2019)
- 30 martie: Laurențiu Brănescu, fotbalist român (portar)

### Aprilie
- 5 aprilie: Sei Muroya, fotbalist japonez
- 9 aprilie: Andreas Cristian Calcan, fotbalist român
- 11 aprilie: Duncan Laurence, cântăreț neerlandez
- 12 aprilie: Saoirse Ronan, actriță irlandeză de film
- 12 aprilie: Dimitriana Surdu, atletă din Republica Moldova
- 12 aprilie: Eric Bertrand Bailly, fotbalist ivorian
- 13 aprilie: Dinu Plîngău, deputat în Parlamentul Republicii Moldova (2019–)
- 14 aprilie: Pauline Ranvier, scrimeră franceză
- 15 aprilie: Gabriel Iancu, fotbalist român
- 18 aprilie: Moisés Arias, actor american de film
- 20 aprilie: Anastasia Vdovenco, jucătoare de tenis din R. Moldova
- 20 aprilie: Alexander Massialas, scrimer american
- 24 aprilie: Vedat Muriqi, fotbalist albanez
- 28 aprilie: Miloš Degenek, fotbalist australian
- 30 aprilie: Darius Grazian Buia, fotbalist român (atacant)

### Mai
- 1 mai: Cristina Enache, handbalistă română
- 2 mai: Alexander Choupenitch, scrimer ceh
- 2 mai: Sara Maria Forsberg, actriță, cântăreață, compozitoare, youtuberiță și prezentatoare de televiziune finlandeză
- 5 mai: Mattia Caldara, fotbalist italian
- 6 mai: Mateo Kovačić, fotbalist croat
- 6 mai: Riad Bajić, fotbalist bosniac (atacant)
- 9 mai: Dya (Diana Ioana Prepeliță), cântăreață română
- 9 mai: Pancio Paskov, scrimer bulgar
- 11 mai: Kseniia Pantelieieva, scrimeră ucraineană
- 14 mai: Marcos Aoás Corrêa, fotbalist brazilian
- 15 mai: Steliano Filip, fotbalist român (atacant)
- 16 mai: Diana-Anda Buzoianu, politiciană
- 18 mai: Clint Capela, baschetbalist elvețian
- 20 mai: Piotr Sebastian Zieliński, fotbalist polonez
- 21 mai: Tom Daley (Thomas Robert Daley), sportiv britanic (sărituri în apă)
- 24 mai: Dan Spătaru, fotbalist din Republica Moldova
- 24 mai: Dan Spătaru, fotbalist moldovean
- 27 mai: Aymeric Laporte (Aymeric Jean Louis Gérard Alphonse Laporte), fotbalist francez
- 27 mai: João Cancelo (João Pedro Cavaco Cancelo), fotbalist portughez
- 28 mai: John Stones, fotbalist englez
- 28 mai: George Andrei Miron, fotbalist român
- 28 mai: Q6739952, jucătoare de tenis japoneză
- 28 mai: Alec Benjamin, cântăreț-compozitor american
- 30 mai: Iulian Roșu, fotbalist român
- 30 mai: Madeon, artist francez de muzică electronică

### Iunie

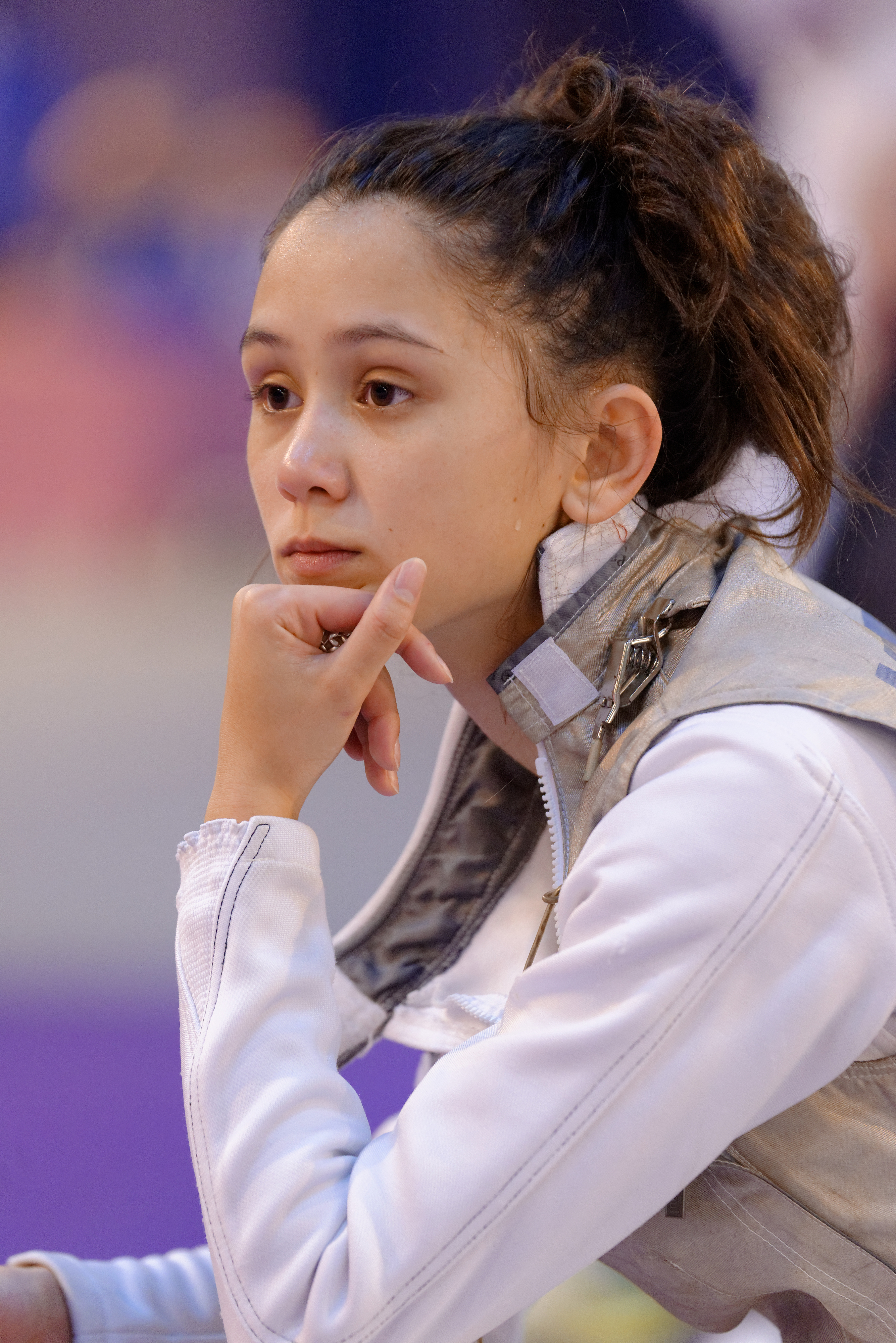
Lee Kiefer, scrimeră americană
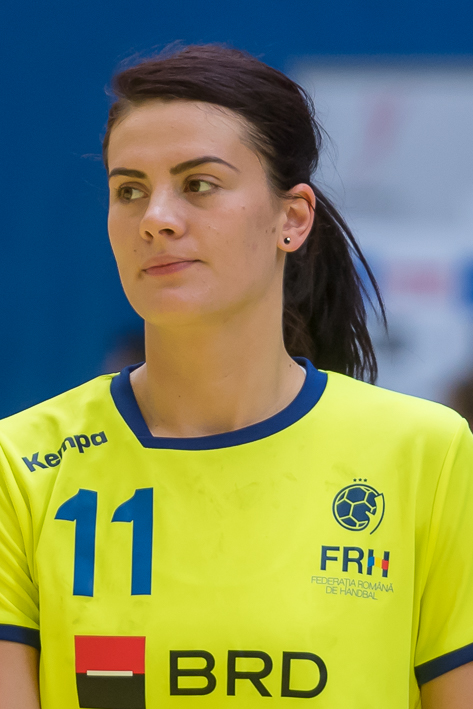
Gabriela Perianu, handbalistă română
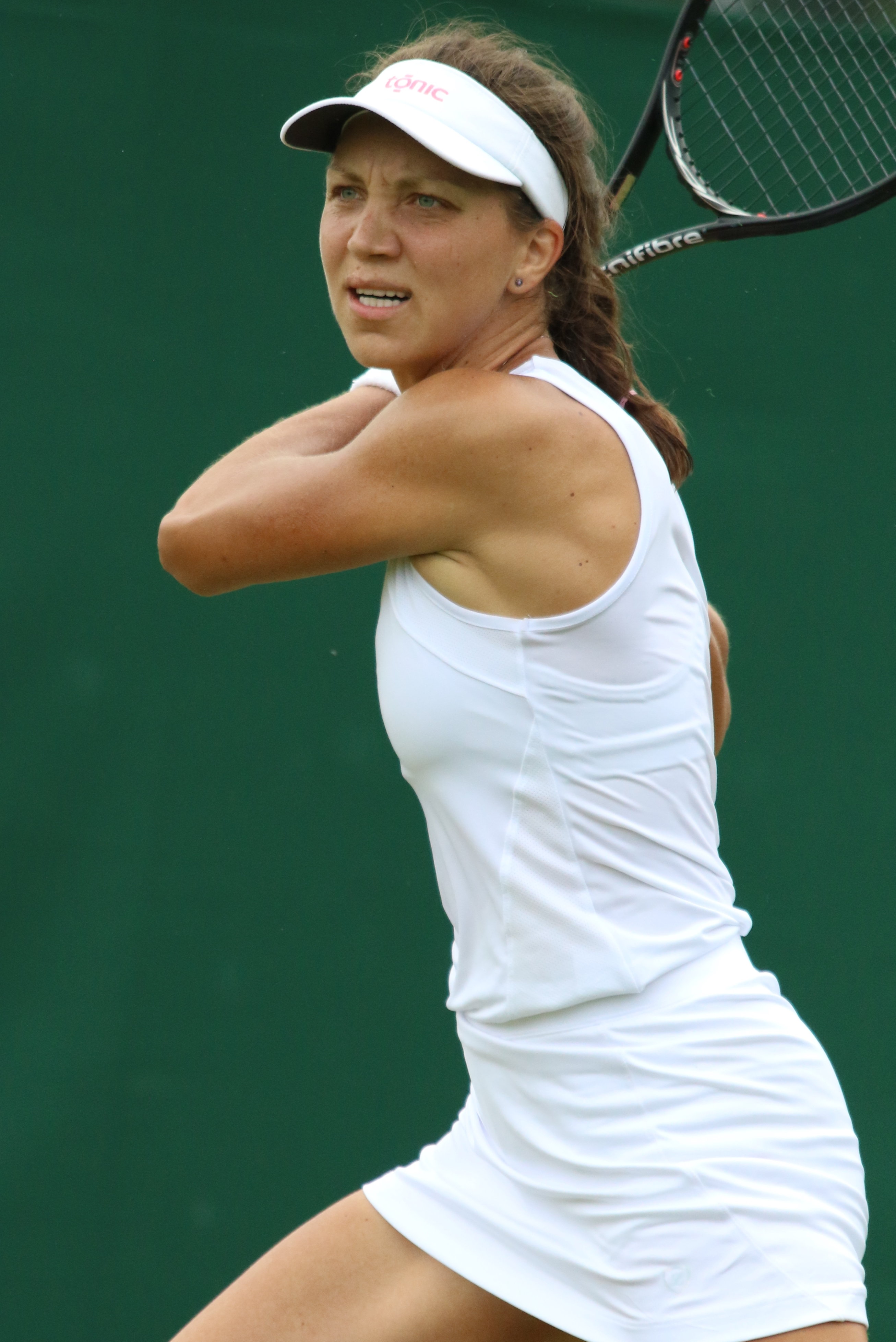
Patricia Maria Țig, jucătoare română de tenis

- 9 iunie: Viktor Gorridsen Fischer, fotbalist danez
- 11 iunie: Ivana Baquero, actriță spaniolă
- 11 iunie: Tomasz Karol Kędziora, fotbalist polonez
- 12 iunie: Don Toliver, rapper și cântăreț american
- 15 iunie: Lee Kiefer, scrimeră americană
- 16 iunie: Caitlyn Taylor Love, actriță de film și cântăreață americană
- 18 iunie: Maria Constantinescu, handbalistă română
- 18 iunie: Takeoff (Kirshnik Khari Ball), rapper american (d. 2022)
- 20 iunie: Gabriela Perianu, handbalistă română
- 21 iunie: Chisato Okai, cântăreață japoneză
- 22 iunie: Claudiu Bălan, fotbalist
- 23 iunie: Codruț Anghel, fotbalist
- 25 iunie: Egor Krid, muzician rus
- 28 iunie: Prințul Hussein bin Al Abdullah (Hussein bin Abdullah bin Hussein bin Talal bin Abdullah bin Hussein bin Ali), prinț moștenitor al Iordaniei
- 29 iunie: Elina Born, cântăreață estonă
- 29 iunie: Camila Mendes, actriță americană

### Iulie
- 4 iulie: Era Istrefi, muziciană albaneză
- 15 iulie: Amalia Tătăran, scrimeră română
- 17 iulie: Benjamin Mendy, fotbalist francez de etnie senegaleză
- 17 iulie: Iulian Cristea, fotbalist român
- 17 iulie: Victor Lindelöf (Victor Jörgen Nilsson Lindelöf), fotbalist suedez
- 25 iulie: Luca Curatoli, scrimer italian
- 27 iulie: Patricia Maria Țig, jucătoare română de tenis
- 28 iulie: Mihai Voduț, fotbalist român (atacant)

### August
- 3 august: Corentin Tolisso, fotbalist francez
- 3 august: Emerson Palmieri, fotbalist brazilian
- 5 august: Rareș Enceanu, fotbalist român
- 5 august: Lucia (Lucia-Maria Popescu), cântăreață română
- 5 august: Lucia, cântăreață română
- 8 august: Bianca Răzor, atletă română
- 9 august: King Von, rapper american (d. 2020)
- 10 august: Bernardo Silva (Bernardo Mota Veiga de Carvalho e Silva), fotbalist portughez
- 11 august: Storm Sanders, jucătoare de tenis australiană
- 12 august, Simone Tempestini, pilot român de raliuri, de etnie italiană
- 17 august: Adina Sabina Giurgiu, fotbalistă română
- 17 august: Taissa Farmiga, actriță americană
- 17 august: Tiémoué Bakayoko, fotbalist francez
- 17 august: Bas Kuipers, fotbalist neerlandez
- 19 august: Nafissatou Thiam, atletă belgiană
- 23 august: Richard Gadze, fotbalist ghanez (atacant)
- 23 august: Roberto Bellarosa, cântăreț belgian
- 23 august: Shoya Nakajima, fotbalist japonez
- 28 august: Ons Jabeur, jucătoare de tenis tunisiană
- 29 august: Amelia Racea, atletă română
- 29 august: Jo (n. Ioana Bianca Anuța), cântăreață română
- 29 august: Jo, cântăreață română
- 31 august: Herdi Besnik Prenga, fotbalist albanez

### Septembrie
- 1 septembrie: Carlos Sainz Jr., pilot spaniol de Formula 1
- 8 septembrie: Bruno Fernandes, fotbalist portughez

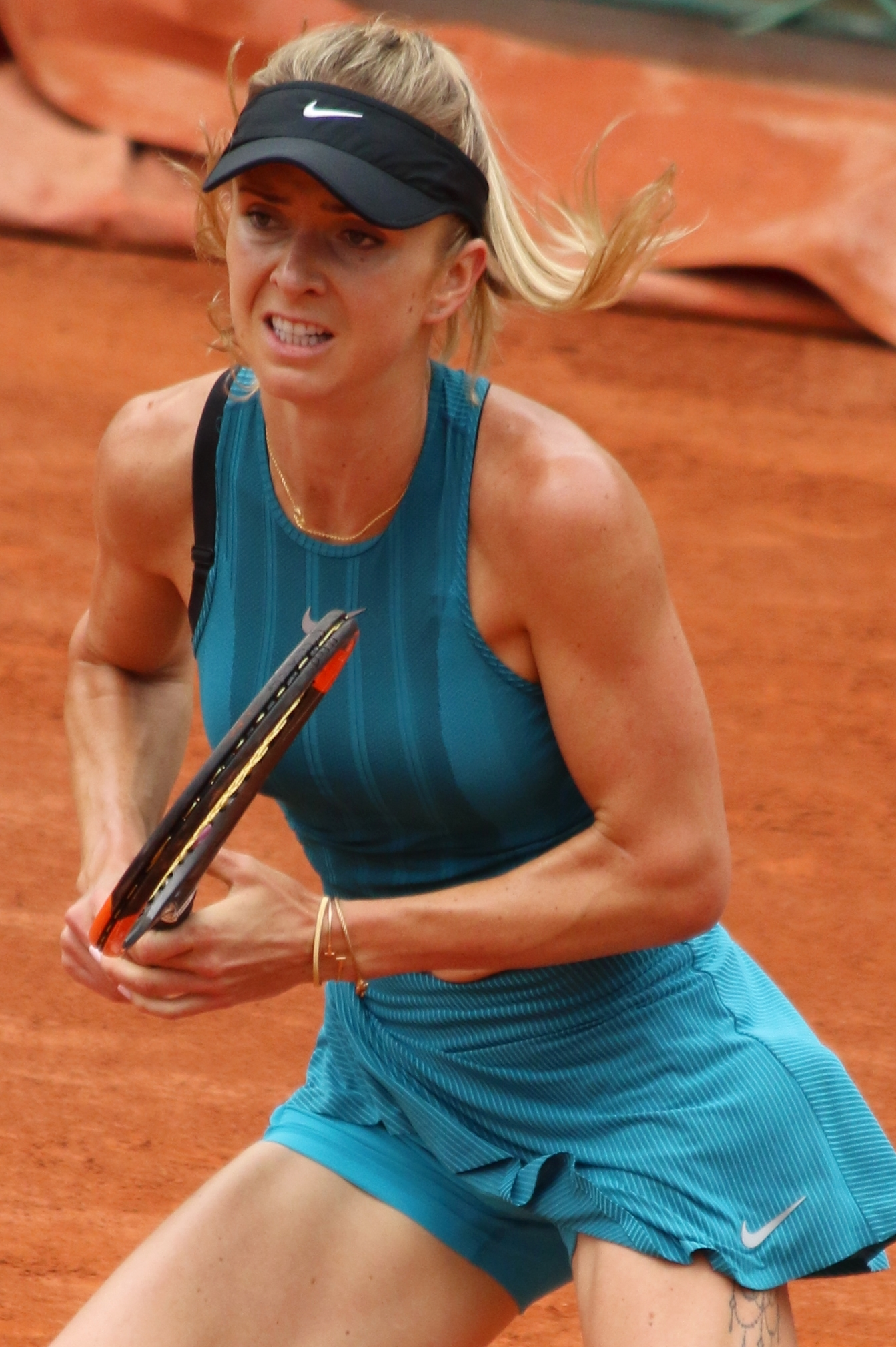
Elina Svitolina, jucătoare ucraineană de tenis
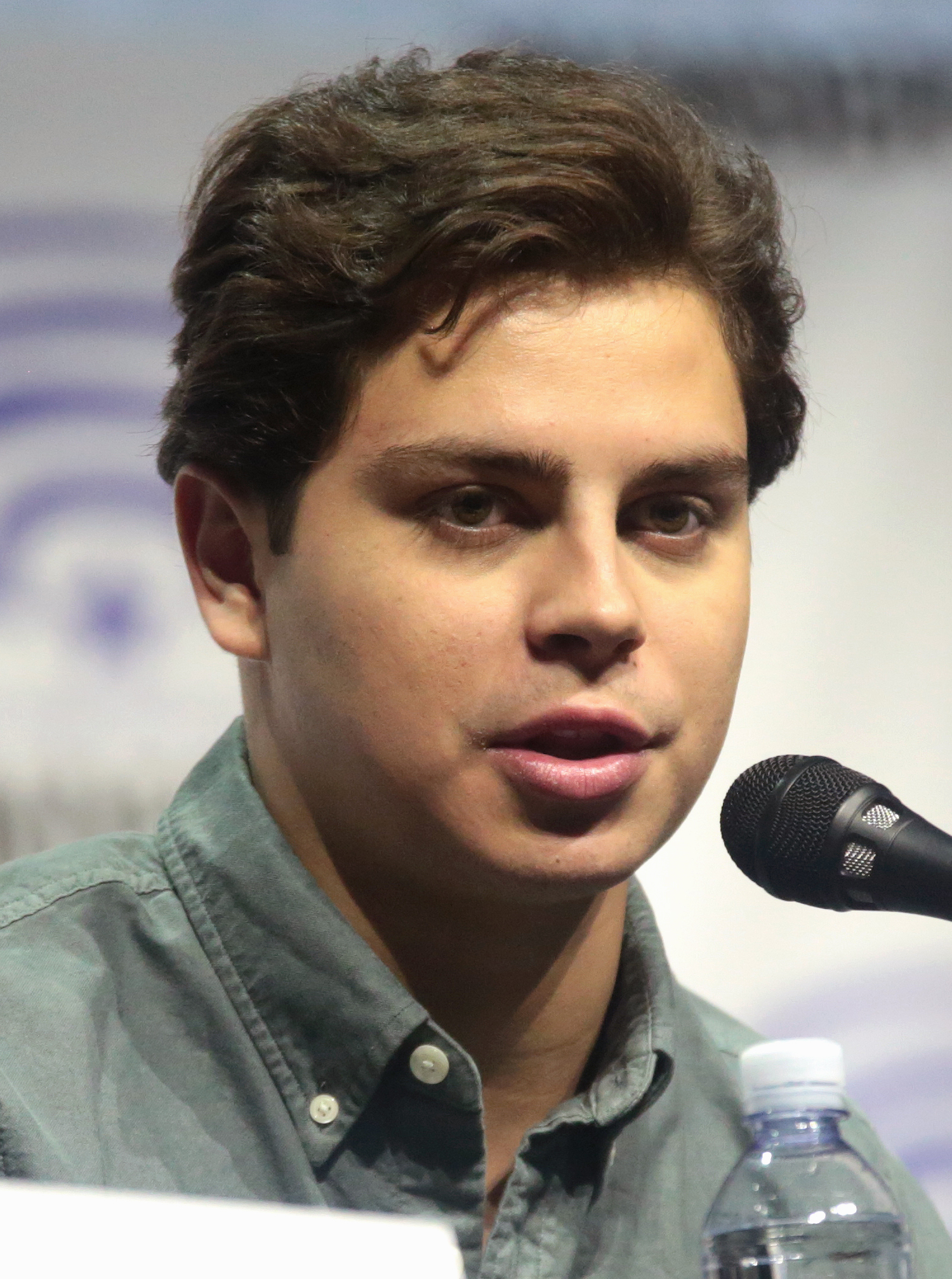
Jake T. Austin, actor american
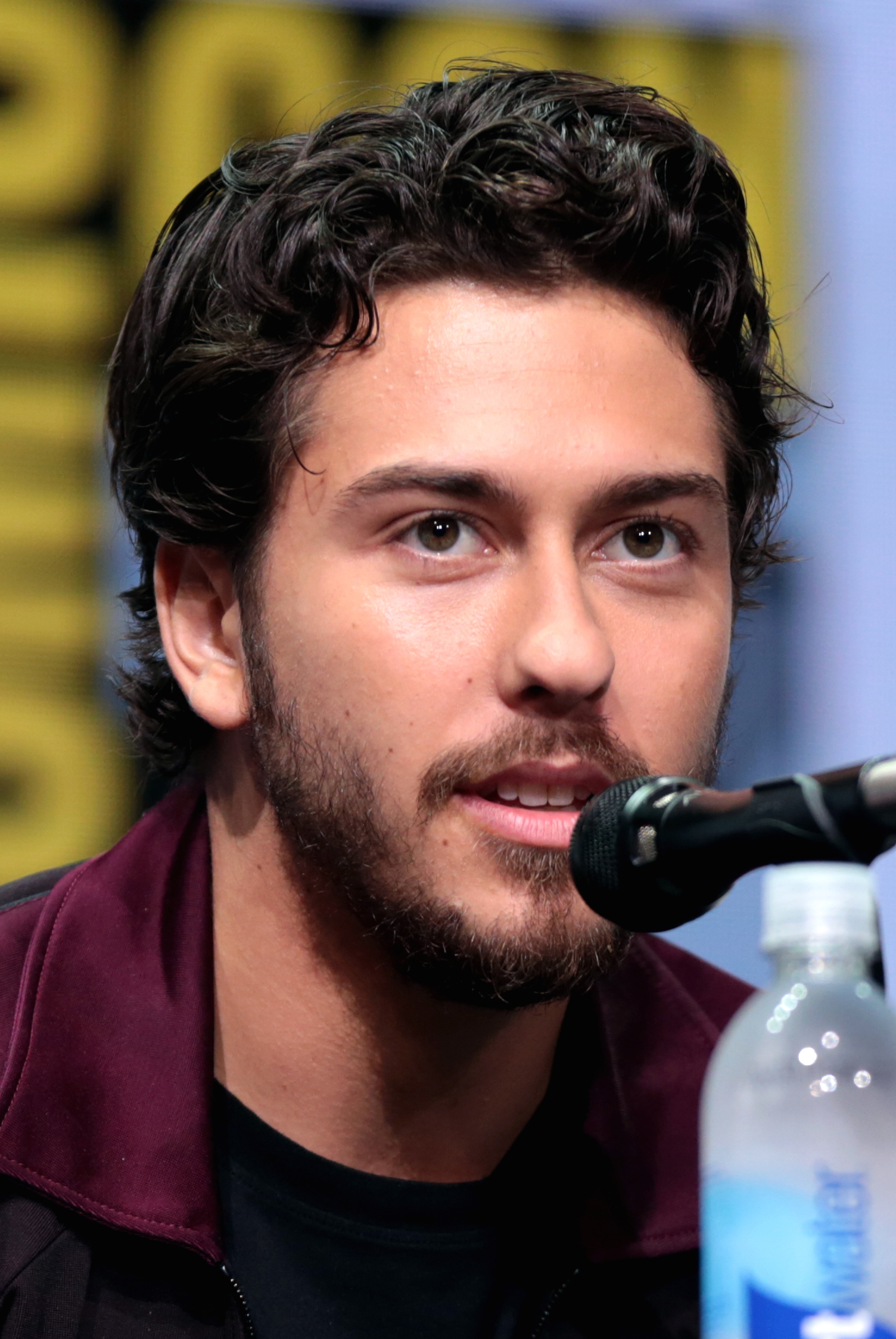
Nat Wolff, actor american

- 12 septembrie: Elina Svitolina (Elina Mykhaylivna Svitolina), jucătoare ucraineană de tenis
- 13 septembrie: Joel Pohjanpalo, fotbalist finlandez
- 13 septembrie: Darius Pop, politician
- 15 septembrie: Wout Van Aert, ciclist belgian
- 16 septembrie: Aleksandar Mitrović, fotbalist sârb (atacant)
- 16 septembrie: Bruno Petković, fotbalist croat (atacant)
- 22 septembrie: Blanka Bíró, handbalistă maghiară
- 23 septembrie: Yerry Mina (Yerry Fernando Mina González), fotbalist columbian
- 27 septembrie: Denisa Ștefania Dedu, handbalistă română
- 28 septembrie: The Anime Man, youTuber japonez-australian
- 29 septembrie: Joseph Mensah, fotbalist ghanez
- 29 septembrie: Halsey (Ashley Nicolette Frangipane), muziciană americană
- 29 septembrie: Halsey, muziciană americană
- 30 septembrie: Iulian Teodosiu, scrimer român

### Octombrie
- 3 octombrie: Kepa Arrizabalaga (Kepa Arrizabalaga Revuelta), fotbalist spaniol (portar)
- 4 octombrie: Juventa (Jordin Maikel Post), DJ neerlandez de muzică trance
- 6 octombrie: Iulian-Alexandru Badea, politician
- 16 octombrie: Amelia Lily, cântăreață britanică
- 24 octombrie: Naomichi Ueda, fotbalist japonez
- 24 octombrie: Tereza Martincová, jucătoare de tenis cehă
- 27 octombrie: Kurt Happy Zouma, fotbalist francez
- 29 octombrie: Alexander Ivanov, cântăreț bielorus
- 31 octombrie: Mădălina Zamfirescu, handbalistă română
- 1 noiembrie: Matthew Kennedy, fotbalist scoțian (atacant)
- 9 noiembrie: Carlos Fortes (Carlos Manuel Santos Fortes), fotbalist portughez (atacant)
- 10 noiembrie: Takuma Asano, fotbalist japonez (atacant)
- 17 noiembrie: Nicoleta Safta, handbalistă română
- 18 noiembrie: Danka Kovinić, jucătoare muntenegreană de tenis

### Noiembrie
- 1 noiembrie: Ardin Dallku, fotbalist kosovar
- 1 noiembrie: Matthew Kennedy, fotbalist scoțian
- 8 noiembrie: Ramkumar Ramanathan, jucător de tenis indian
- 9 noiembrie: Carlos Fortes, fotbalist portughez
- 10 noiembrie: Takuma Asano, fotbalist japonez
- 15 noiembrie: Ekaterina Alexandrova, jucătoare de tenis rusă
- 17 noiembrie: Nicoleta Safta, handbalistă română
- 18 noiembrie: Danka Kovinić, jucătoare de tenis muntenegreană
- 21 noiembrie: Saúl Ñíguez Esclápez, fotbalist spaniol
- 27 noiembrie: Andreea Părăluță, fotbalistă română (portar)
- 30 noiembrie: William Melling, actor britanic de film

### Decembrie
- 1 decembrie: Ivy Latimer (Ivy Joy Latimer), actriță australiană
- 3 decembrie: Jake T. Austin (n. Jake Austin Szymanski), actor american de film
- 3 decembrie: Crina „Coco” Popescu, alpinistă română
- 3 decembrie: Filip Havârneanu, politician român
- 3 decembrie: Bernarda Pera, jucătoare de tenis americană
- 3 decembrie: Lil Baby, rapper american din Georgia
- 6 decembrie: Giannis Antetokounmpo, baschetbalist grec
- 8 decembrie: Raheem Shaquille Sterling, fotbalist englez (atacant)
- 14 decembrie: Alexandru Ioniță, fotbalist român (atacant)
- 14 decembrie: Alexandru Ioniță, fotbalist născut în 1994
- 18 decembrie: Natália Kelly, cântăreață austriacă
- 19 decembrie: Katrina Lehis, scrimeră estoniană
- 19 decembrie: M'Baye Babacar Niang, fotbalist francez (atacant)
- 20 decembrie: Giulio Ciccone, ciclist italian
- 29 decembrie: Eliza Cicic, handbalistă română
- 29 decembrie: Louis Schaub, fotbalist austriac
- 30 decembrie: Florin Lucian Tănase, fotbalist român (atacant)

## Decese
- 1 ianuarie: Cesar Romero, actor american (n. 1907)
- 2 ianuarie: Miguel M. Delgado, actor, scenarist și regizor de film mexican (n. 1905)

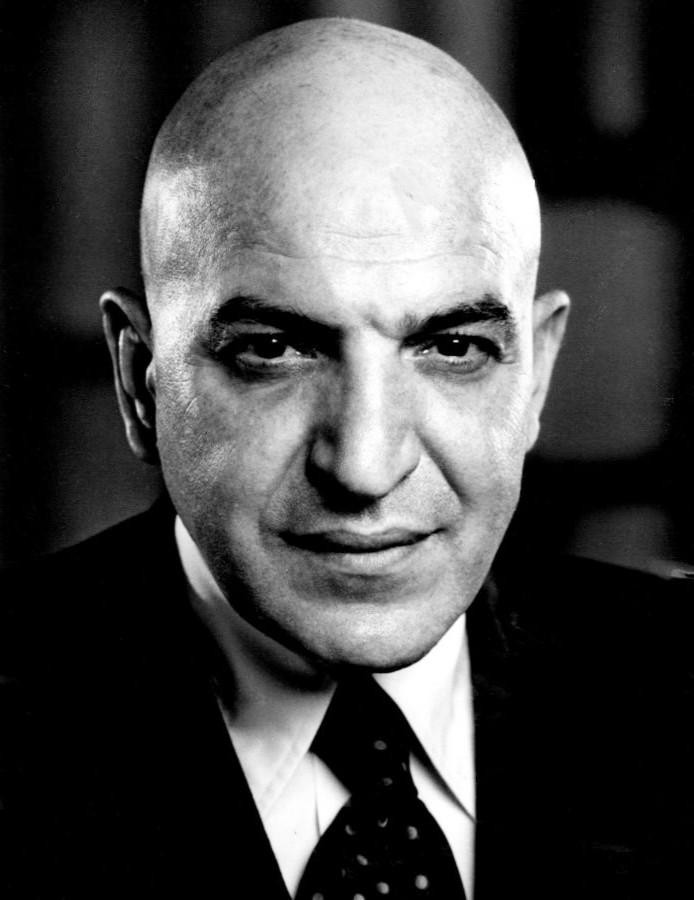
Telly Savalas, actor american
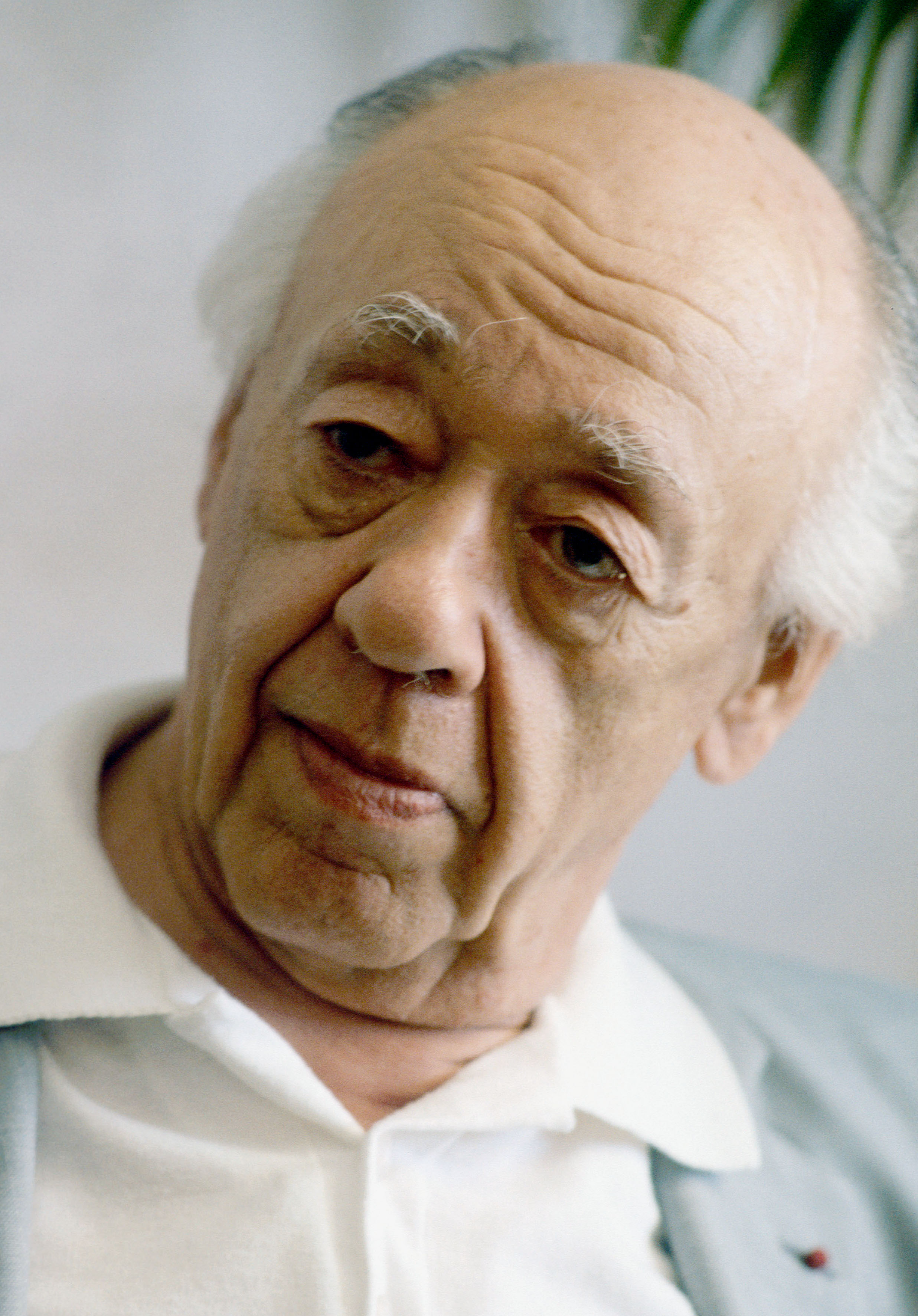
Eugen Ionescu, scriitor de limbă franceză originar din România

- 20 ianuarie: Matt Busby (Alexander Matthew Busby), 84 ani, fotbalist și antrenor britanic (n. 1909)
- 3 ianuarie: Arthur Schwinkowski, 85 ani, politician german (n. 1908)
- 3 ianuarie: Heather Sears (Heather Christine Sears), 58 ani, actriță britanică (n. 1935)
- 4 ianuarie: Constantin Vișoianu, 96 ani, diplomat român (n. 1897)
- 12 ianuarie: Q706968, producător de film american (n. 1908)
- 15 ianuarie: György Cziffra, 72 ani, pianist maghiar (n. 1921)
- 20 ianuarie: Matt Busby (Alexander Matthew Busby), 84 ani, fotbalist și antrenor britanic (n. 1909)
- 22 ianuarie: Telly Savalas (Aristotelis Savalas), 72 ani, actor american de film (Kojak), (n. 1922)
- 27 ianuarie: Claude Akins, 67 ani, actor american (n. 1926)
- 28 ianuarie: Frank Hardy (Francis Joseph Hardy), 76 ani, scriitor australian (n. 1917)
- 29 ianuarie: Evgheni Leonov, 67 ani, actor rus (n. 1926)
- 29 ianuarie: Valentin Șerbu, 59 ani, scriitor român (n. 1934)
- 30 ianuarie: Pierre Boulle (Pierre François Marie Louis Boulle), 81 ani, romancier francez (n. 1912)
- 4 februarie: Marietta Rareș (n. Marietta Ionescu), 96 ani, actriță română de teatru și film (n. 1897)
- 6 februarie: Joseph Cotten (Joseph Cheshire Cotten), 88 ani, actor american (n. 1905)
- 9 februarie: Gherasim Luca, 80 ani, poet român, teoretician al suprarealismului (n. 1913)
- 22 februarie: Ștefan Balș-Lupu, 91 ani, arhitect român (n. 1902)
- 25 februarie: Baruch Goldstein, 37 ani, medic american (n. 1956)
- 25 februarie: Ion Lăpușneanu, 85 ani, fotbalist și antrenor român (n. 1908)
- 3 martie: Elie Dulcu, 85 ani, scriitor român (n. 1908)
- 4 martie: John Candy (John Franklin Candy), 43 ani, actor canadian (n. 1950)
- 4 martie: Constantin Cihodaru, 87 ani, istoric român (n. 1907)
- 6 martie: Ken Noritake, 71 ani, fotbalist japonez (n. 1922)
- 6 martie: Hamdi Cerchez, actor român (n. 1941)
- 8 martie: Eufrosinia Kersnovskaia, 86 ani, scriitoare rusă, supraviețuitoare a Gulagului (n. 1908)
- 9 martie: Henry Charles Bukowski (n. Heinrich Karl Bukowski), 73 ani, scriitor american (n. 1920)
- 9 martie: Fernando Rey (n. Fernando Casado Arambillet), 76 ani, actor spaniol (n. 1917)
- 16 martie: Albert A. Bühlmann, 70 ani, medic elvețian (n. 1923)
- 18 martie: Gina Patrichi, 58 ani, actriță română (n. 1936)
- 23 martie: Giulietta Masina, 73 ani, actriță italiană (n. 1921)
- 28 martie: Eugen Ionescu (aka Eugène Ionesco), 84 ani, scriitor de limbă franceză originar din România (n. 1909)
- 31 martie: Léon Degrelle, politician belgian (n. 1906)
- 1 aprilie: Robert Doisneau, fotograf francez (n. 1912)

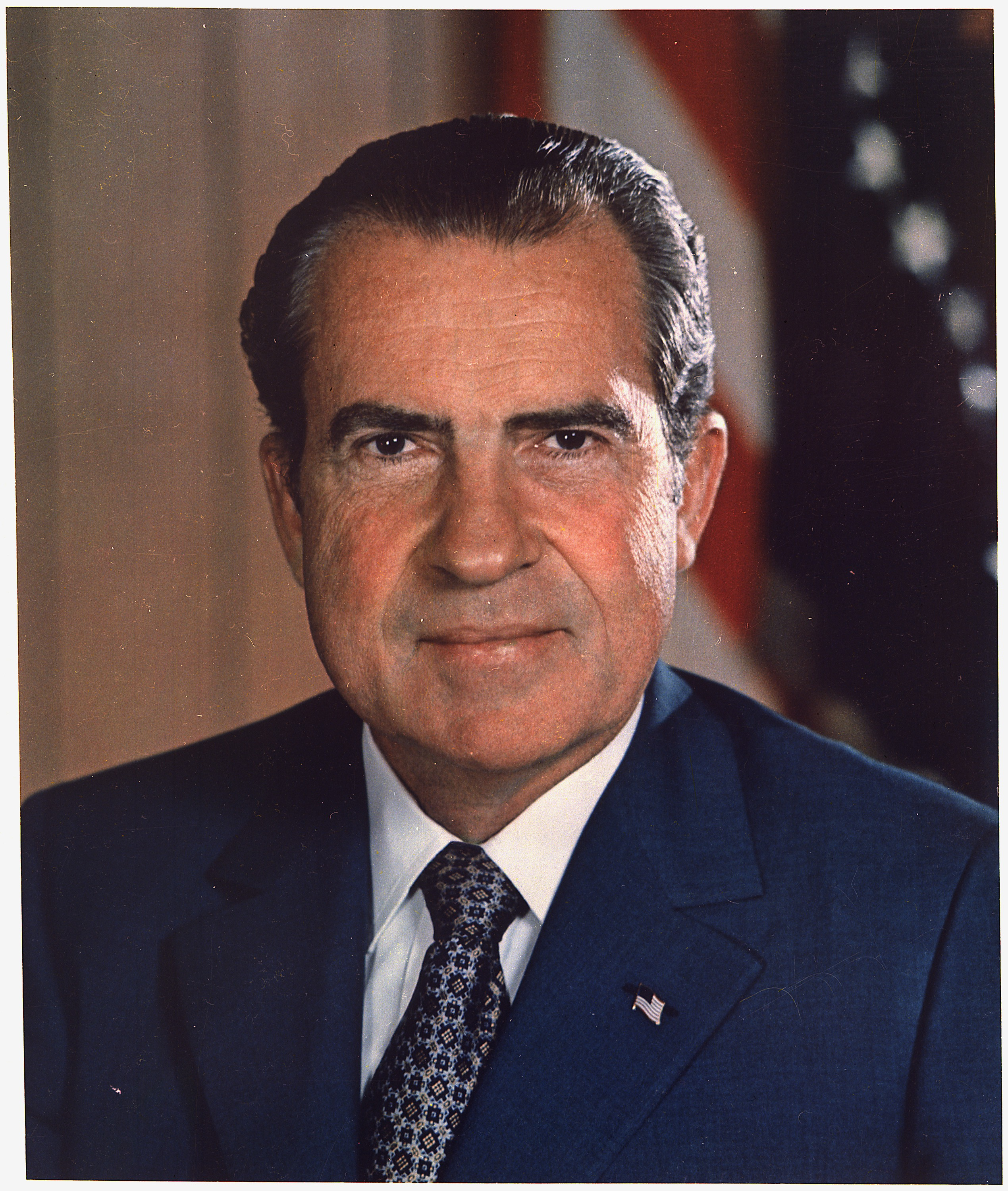
Richard Nixon, al 37-lea președinte al Statele Unite
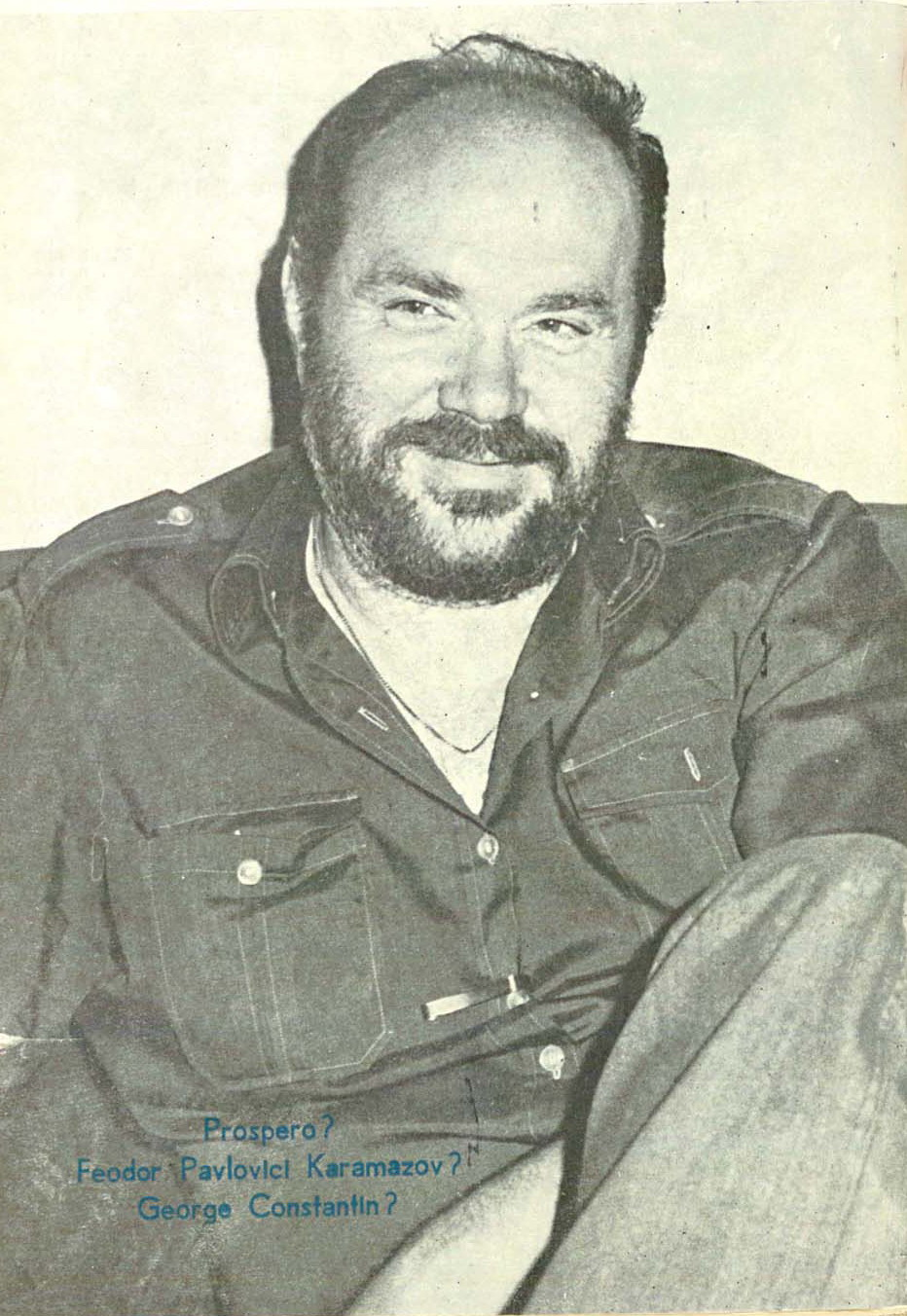
George Constantin, actor român de film, radio, scenă, televiziune și voce
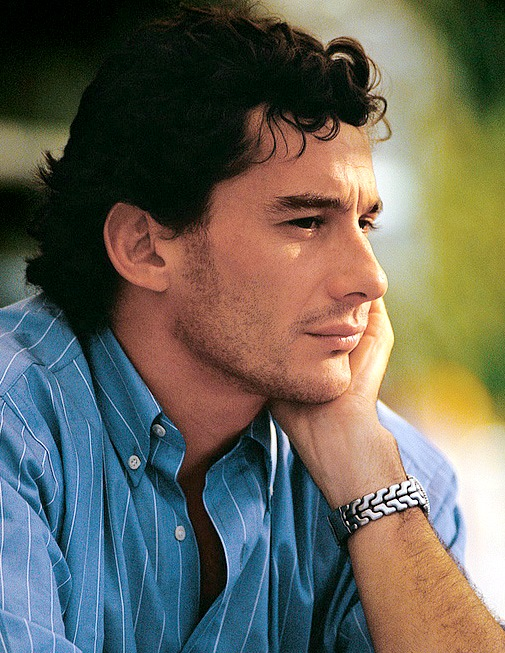
Ayrton Senna pilot brazilian de curse auto Formula 1

- 4 aprilie: Valentin Stănescu, 71 ani, fotbalist și antrenor român (n. 1922)
- 5 aprilie: Kurt Cobain (Kurt Donald Cobain), 27 ani, cântăreț, chitarist și compozitor american de muzică rock (Nirvana), (n. 1967)
- 6 aprilie: Andrei Vasilievici Bițadze, 77 ani, matematician georgian (n. 1916)
- 7 aprilie: Ștefan Dobay, 84 ani, fotbalist și antrenor român (n. 1909)
- 8 aprilie: Jean Georgescu, 90 ani, regizor român (n. 1901)
- 9 aprilie: Paul Păun, 78 ani, pictor român (n. 1915)
- 12 aprilie: Elissa Aalto (n. Elsa Kaisa Mäkiniemi), 71 ani, arhitectă finlandeză (n. 1922)
- 12 aprilie: Bob Cryer, 59 ani, politician britanic (n. 1934)
- 15 aprilie: Sabba S. Ștefănescu, 91 ani, geofizician român (n. 1902)
- 22 aprilie: Richard Nixon (Richard Milhous Nixon), 81 ani, politician american, al 37-lea președinte al Statelor Unite ale Americii (n. 1913)
- 25 aprilie: Ionel Blaga, 65 ani, politician român (n. 1929)
- 30 aprilie: George Constantin, 60 ani, actor român de film, radio, scenă, televiziune și voce (n. 1933)
- 30 aprilie: Roland Ratzenberger, 33 ani, pilot austriac de Formula 1 (n. 1960)

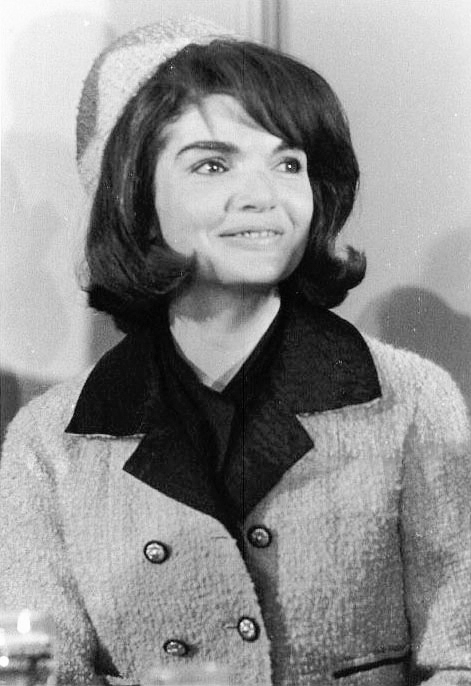
Jacqueline Kennedy Onassis
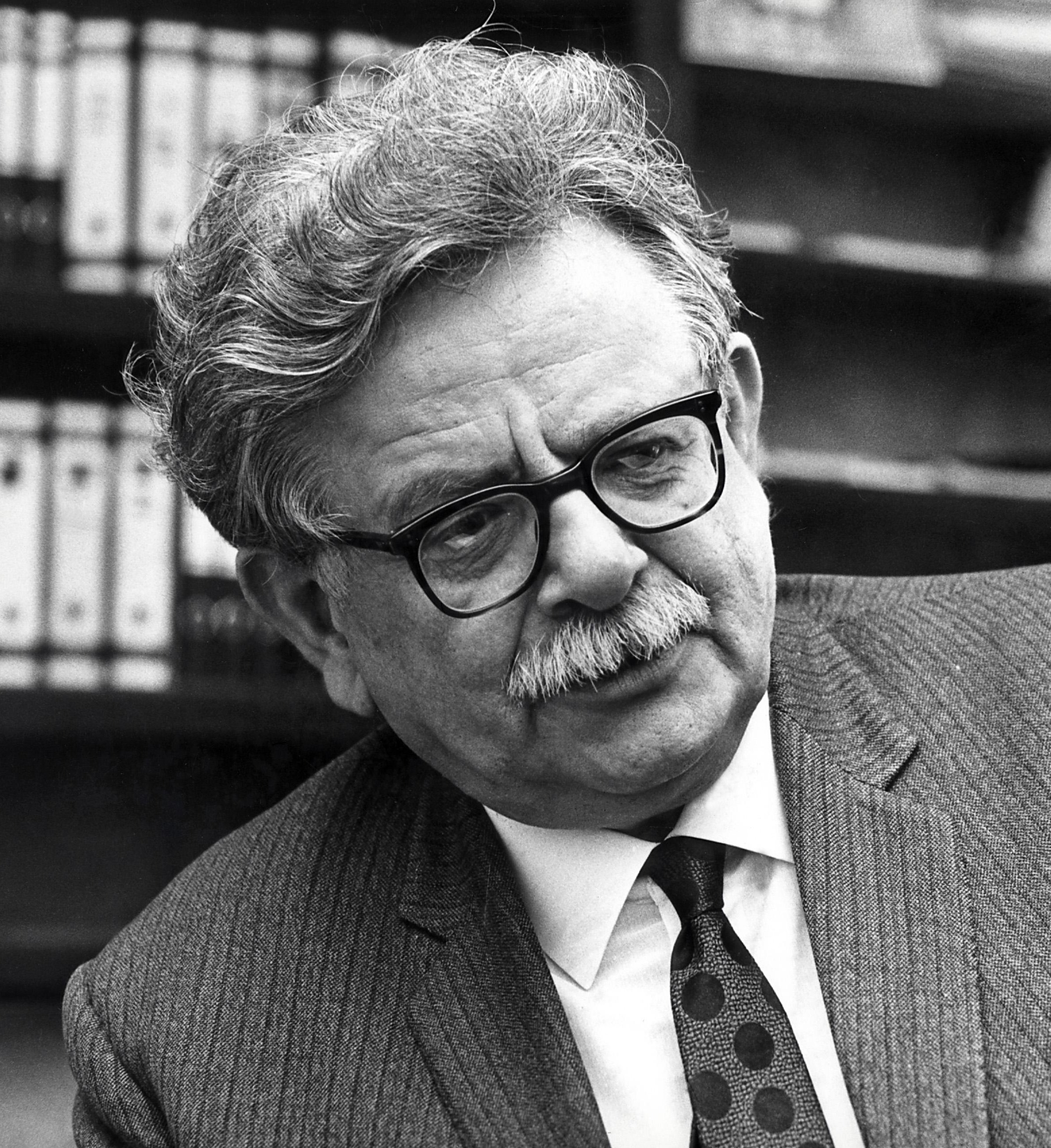
Elias Canetti, scriitor de limbă germană, laureat Nobel
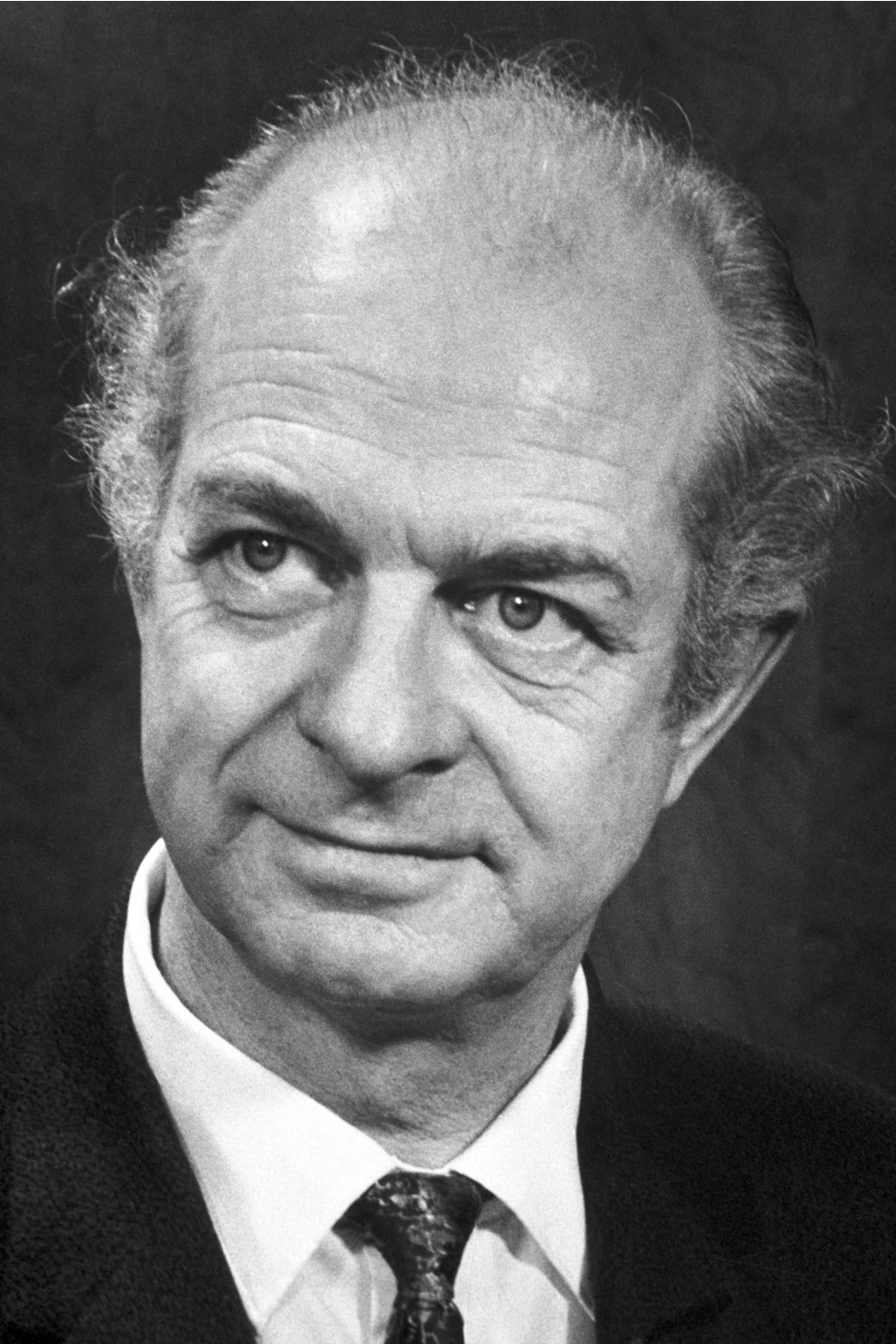
Linus Pauling, chimist american, laureat Nobel

- 6 mai: Moses Rosen, 81 ani, rabin evreu (n. 1912)
- 7 mai: Aharon Iariv, 73 ani, politician israelian (n. 1920)
- 7 mai: Ion Aurel Stoica, 51 ani, politician român (n. 1943)
- 8 mai: George Peppard, 65 ani, actor american (n. 1928)
- 10 mai: Lucebert (n. Lubertus Jacobus Swaanswijk), 69 ani, pictor din Țările de Jos (n. 1924)
- 12 mai: Erik Erikson, 91 ani, psiholog și psihanalist de etnie germană (n. 1902)
- 15 mai: Royal Dano, actor american (n. 1922)
- 19 mai: Jacqueline Kennedy Onassis (n. Jacqueline Lee Bouvier), 64 ani, soția președintelui american John F. Kennedy (n. 1928)
- 21 mai: Giovanni Goria, 50 ani, politician italian (n. 1943)
- 21 mai: Ștefan Tapalagă, actor român (n. 1933)
- 26 mai: Tiberiu Utan, 64 ani, poet român (n. 1930)
- 29 mai: Erich Honecker (Erich Ernst Paul Honecker), 81 ani, comunist german, președinte al RDG (1971-1989), (n. 1912)
- 30 mai: Juan Carlos Onetti, 84 ani, romancier uruguayan (n. 1909)
- 3 iunie: Lucien Prival, 92 ani, actor american (n. 1901)
- 9 iunie: Jan Tinbergen, 91 ani, economist neerlandez, laureat al Premiului Nobel (1969), (n. 1903)
- 16 iunie: Jacques Chabannes, 93 ani, scenarist și producător TV, francez (n. 1900)
- 17 iunie: Iuri Naghibin, 74 ani, scriitor rus (n. 1920)
- 18 iunie: Yekusiel Yehudah Halberstam, rabin american (n. 1905)
- 22 iunie: Yitzhak Coren, 83 ani, politician israelian (n. 1911)
- 24 iunie: Bondoc Ionescu-Crum, 79 ani, atlet român (n. 1915)
- 24 iunie: Attila Kelemen, medic (n. 1919)
- 5 iulie: Constantin N. Arseni, 82 ani, medic neurochirurg român (n. 1912)
- 8 iulie: Dick Sargent (n. Richard Cox), 64 ani, actor american (n. 1930)
- 8 iulie: Kim Ir-sen, 82 ani, politician comunist nord coreean, președinte (1948-1994), (n. 1912)
- 8 iulie: Christian-Jaque, regizor francez (n. 1904)
- 9 iulie: Mihail Șerban, 82 ani, prozator român (n. 1911)
- 9 iulie: Mihail Șerban, prozator român (n. 1911)
- 12 iulie: Paisie Aghioritul (n. Arsenios Eznepidis), 69 ani, călugăr grec, canonizat sfânt (n. 1924)
- 20 iulie: Paul Delvaux, 96 ani, pictor belgian (n. 1897)
- 22 iulie: Radu Enescu, 69 ani, jurnalist român (n. 1925)
- 29 iulie: Dorothy Crowfoot Hodgkin (Dorothy Mary Crowfoot Hodgkin), 84 ani, chimistă britanică, laureată al Premiului Nobel (1964), (n. 1910)
- 6 august: Domenico Modugno, cântăreț, compozitor și actor italian (n. 1928)
- 8 august: Leonid Leonov, scriitor rus (n. 1899)
- 9 august: Helena Rasiowa, matematiciană poloneză (n. 1917)
- 11 august: Peter Cushing, 81 ani, actor englez (n. 1913)
- 13 august: Manfred Wörner, politician german (n. 1934)
- 14 august: Elias Canetti, 89 ani, scriitor evreu de limbă germană, laureat al Premiului Nobel (1981), (n. 1905)
- 18 august: John Beavan, Baron Ardwick, 84 ani, jurnalist britanic (n. 1910)
- 18 august: Richard Synge (Richard Laurence Millington Synge), 79 ani, chimist britanic, laureat al Premiului Nobel (1952), (n. 1914)
- 19 august: Linus Carl Pauling, 93 ani, chimist american, laureat al Premiului Nobel (1954) și laureat al Premiului Nobel (1962), (n. 1901)
- 24 august: Wolf Aichelburg (Wolf Freiherr von Aichelburg), (aka Toma Ralet), 82 ani, scriitor german (n. 1912)
- 30 august: Lindsay Anderson, 71 ani, regizor britanic de film (n. 1923)
- 5 septembrie: Elena Ilinoiu Codreanu, politiciană română (n. 1902)

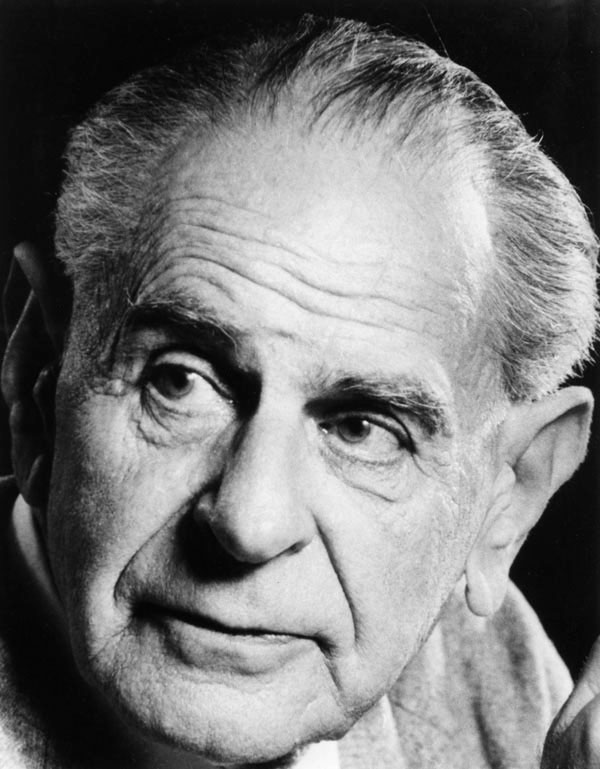
Karl Popper, filosof britanic de origine austriacă
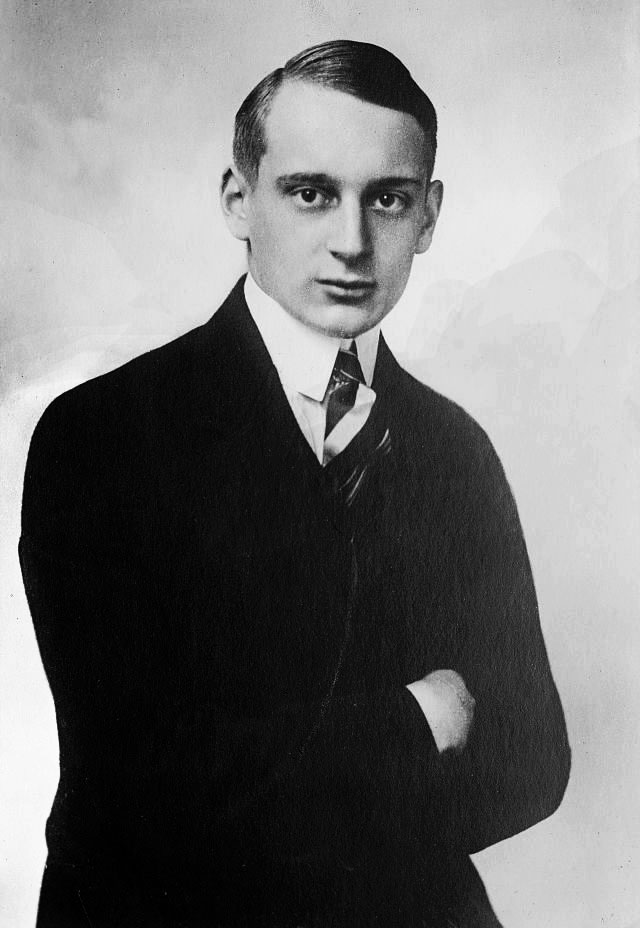
Louis Ferdinand, Prinț al Prusiei, membru al familiei Hohenzollern
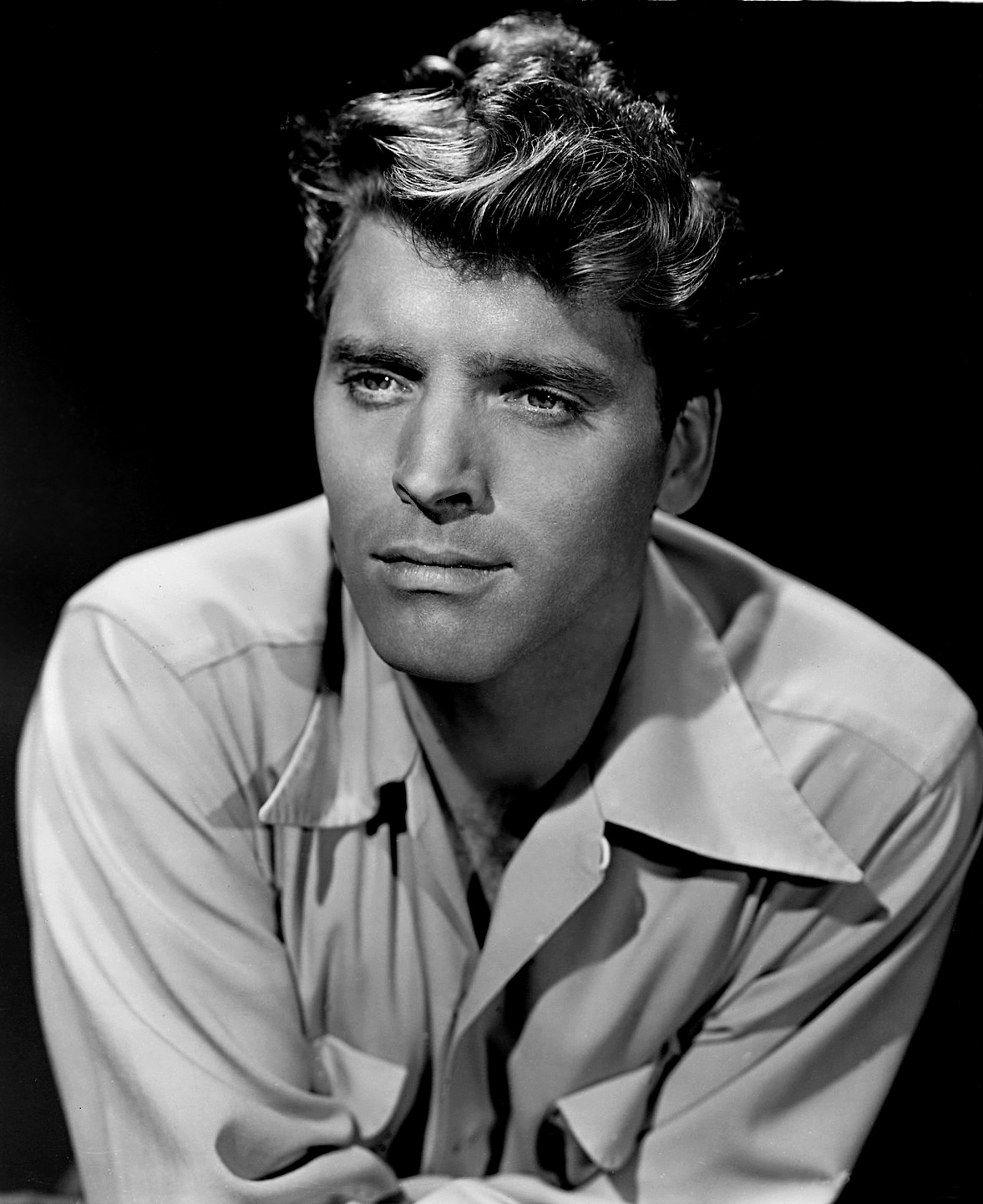
Burt Lancaster, actor american, laureat Oscar

- 3 noiembrie: Rudolf Eisenmenger, 92 ani, pictor austriac (n. 1902)
- 6 septembrie: Nicky Hopkins (Nicholas Christian Hopkins), 50 ani, pianist britanic (n. 1944)
- 7 septembrie: James Clavell, 72 ani, scriitor britanic (Shogun), (n. 1924)
- 8 septembrie: Eijirō Tōno, 86 ani, actor japonez (n. 1907)
- 9 septembrie: Patrick O'Neal, 66 ani, actor american (n. 1927)
- 14 septembrie: Heinz Gerischer, 75 ani, chimist german (n. 1919)
- 17 septembrie: Karl Popper (Karl Raimund Popper), 92 ani, filosof britanic de etnie austriacă (n. 1902)
- 20 septembrie: Damian Ureche, 59 ani, poet român (n. 1935)
- 22 septembrie: Maria Carta, 60 ani, cântăreață și actriță italiană (n. 1934)
- 25 septembrie: Mark Alexander Abrams, 88 ani, sociolog britanic de etnie evreiască (n. 1906)
- 26 septembrie: Louis Ferdinand, Prinț al Prusiei (n. Louis Ferdinand Victor Eduard Adalbert Michael Hubertus Prinz von Preußen), 86 ani, membru al familiei Hohenzollern (n. 1907)
- 3 octombrie: Heinz Rühmann (n. Heinrich Wilhelm Rühmann), 92 ani, actor german (n. 1902)
- 4 octombrie: Nicu Anghel (n. Nicolae Cârpaci), (aka Ministeru), 37 ani, saxofonist bănățean (n. 1957)
- 4 octombrie: Luigi Ionescu, 67 ani, interpret român de muzică ușoară (n. 1927)
- 20 octombrie: Burt Lancaster (Burton Stephen Lancaster), 80 ani, actor american de film, laureat al Premiului Oscar (1959), (n. 1913)
- 24 octombrie: Raúl Juliá, actor portorican (n. 1940)
- 30 octombrie: Nicholas Georgescu-Roegen (n. Nicolae Georgescu), 88 ani, matematician, statistician, pedagog și economist american de etnie română, membru de onoare al Academiei Române (n. 1906)
- 3 noiembrie: Rudolf Eisenmenger, 92 ani, pictor austriac (n. 1902)
- 3 noiembrie: Ralph Walter Graystone Wyckoff Sr., 97 ani, profesor universitar american (n. 1897)
- 10 noiembrie: Iosefini (n. Aurel Iosif), 78 ani, iluzionist român (n. 1916)
- 10 noiembrie: Zuleiha Seidmammadova, femeie-pilot din Azerbaidjan (n. 1919)
- 20 noiembrie: T. Carmi, 68 ani, poet israelian (n. 1925)
- 24 noiembrie: George Almosnino, 58 ani, poet român (n. 1936)
- 25 noiembrie: Gheorghe Vitanidis, 65 ani, regizor român (n. 1929)
- 28 noiembrie: Jeffrey Dahmer, ucigaș în serie, canibal și necrofil american (1960-1994) (n. 1960)
- 30 noiembrie: Titus Popovici (Titus Viorel Popovici), 64 ani, scriitor și scenarist român, membru corespondent al Academiei Române (n. 1930)
- 1 decembrie: Mircea Chiriac, 75 ani, compozitor român (n. 1919)
- 3 decembrie: Tadeusz Śliwiak, 66 ani, poet polonez (n. 1928)
- 6 decembrie: Gian Maria Volonté, 61 ani, actor italian (n. 1933)
- 14 decembrie: Petrache Lupu, 87 ani, păstor român (n. 1907)
- 15 decembrie: Gheorghe Guțu, 88 ani, filolog român (n. 1906)
- 18 decembrie: Henry Banks, pilot (n. 1913)
- 22 decembrie: Nobuko Otowa, 70 ani, actriță japoneză (n. 1924)
- 29 decembrie: Tudor Greceanu, 77 ani, aviator român (n. 1917)
- 30 decembrie: Dmitri Ivanenko, 90 ani, fizician rus (n. 1904)
- 31 decembrie: Ecaterina Dunăreanu-Vulpe, arheolog (n. 1901)

## Premii Nobel
- Fizică: Bertram N. Brockhouse (Canada), Clifford G. Shull (SUA)
- Chimie: George A. Olah (SUA)
- Medicină: Alfred G. Gilman (SUA), Martin Rodbell (SUA)
- Literatură: Kenzaburo Oe (Japonia)
- Pace: Yasser Arafat (Palestina), Shimon Peres, Ițhak Rabin (Israel)

## Medalia Fields
- Efim Isakovici Zelmanov (Rusia)
- Pierre-Louis Lions (Franța)
- Jean Bourgain (Belgia)
- Jean-Christophe Yoccoz (Franța)